# Bunuri mobile din domeniul istorie clasate în patrimoniul cultural național al României aflate în județul Neamț
Acestă listă conține bunurile mobile din domeniul istorie clasate în Patrimoniul cultural național al României aflate la momentul clasării în județul Neamț.

## Tezaur
| Foto | Informații generale                                    | Detalii tehnice | Descriere | Deținător                                                                      | Legături |
| ---- | ------------------------------------------------------ | --- | --- | ------------------------------------------------------------------------------ | -------- |
|      | Lampă cu petrol                                        | Datare: A doua jumătate a secolului XIX Școală: Hinks & Son Descoperit: jud. NEAMȚ Dimensiuni: H:565, lpostament:135 Material: Postamentul și piciorul lămpii sunt din bronz,rezervorul din porțelan,iar mecanismul de aprindere metalic.                    | Lampă cu picior și abajur din sticlă albă, mată. Postamentul și piciorul sunt din marmură. Rezervorul este din porțelan. Prezintă un mecanism din bronz, dublu, de ridicare și coborâre a flăcării cu seria R97643 și inscripția HINKS & Son PATENT. Cele trei părți componente se imbină prin elemente din bronz, cu decor vegetal. | Complexul Muzeal Județean Neamț - PIATRA, Neamț                                | Cimec    |
|      | Plan de împroprietărire Autor: Vasile M. Mavrodin      | Datare: 10 aprilie 1880 Descoperit: jud. NEAMȚ Dimensiuni: L:95; l:75 Material: Planul este realizat pe hârtie aplicată pe pânză. | Plan realizat de inginerul Vasile M. Mavdrodin pe hârtie aplicată pe pânză, la data de 10 aprilie 1880, reprezentând planul pământului dat însurățeilor și locuitorilor împroprietăriți din satul Humulești pe moșiile statului Vânători-Neamț și Ocea din comuna Humulești, Plasa de Sus județul Neamț, conform art. 5 și 6 din legea rurală, scara 1:10000. Acestui plan general de împroprietărire îi este anexat un al doilea plan al vetrei satului Humulești la scara de 1:5000 (pe plan această anexare este motivată prin faptul că parte din grădinile satului aveau suprafețe prea mici , neputându-se respecta scara impusă de lege). Planurile se rulează pe un suport de lemn și intră într-un toc din lemn lăcuit, de culoare roșu închis. | Complexul Muzeal Județean Neamț - PIATRA, Neamț                                | Cimec    |
|      | Bustul Regelui Carol I Autor: Johann Boese             | Datare: 1914 Descoperit: jud. NEAMȚ Dimensiuni: H:200 Material: Este realizat din bronz. | Regele Carol I este reprezentat bust, spre sfârșitul vieții, purtând uniformă militară cu manta. Lucrarea este semnată și datată: J. Boese, fecit 1914. | Complexul Muzeal Județean Neamț - PIATRA, Neamț                                | Cimec    |
|      | Registru de impresii                                   | Datare: 1/2 sec. XX Descoperit: jud. NEAMȚ, Piatra Neamț Dimensiuni: L:380 mm; LA:258 mm Material: Este din hârtie și carton pânzat | Registru de impresii al Muzeului de Istorie Piatra-Neamț, în perioada 1938-1950. Are 295 file, cu impresii ale unor mari personalități ce au vizitat colecția muzeului: Vladimir Dumitrescu, Radu Vulpe etc. | Complexul Muzeal Județean Neamț - PIATRA, Neamț                                | Cimec    |
|      | Amintiri din o călătorie Autor: Hogaș, Calistrat       | Datare: început sec. XX Școală: atelier nedeterminat Dimensiuni: 20,5 x 17 cm Material: hartie alba tip dictando, cerneala neagra si violet | Cuprinde 438 file de hârtie, scrise pe o față, cu cerneală neagră si violet, de Calistrat Hogas și Sidonia C. Hogas (pregătind editia din 1914 de la "Viața Românească"); începe cu "Ori ce calatorie…" si se termina cu "… timp de trei zile, pana la Peatra."; | Muzeul Memorial „Calistrat Hogaș”, Piatra Neamț                                | Cimec    |
|      | Amintiri din o călătorie Autor: Hogaș, Calistrat       | Datare: început sec. XX Școală: atelier nedeterminat Dimensiuni: 21,5 x 17 cm Material: hartie, scris cu cerneala neagra, albastra, creion | Conține 780 file olografe ale scriitorului, pe suport din hârtie albă și albastră, scrise cu cerneala neagră, albastră și creion; începe cu "Și alte sardele n'ai, domnule Avrum?" și se termină cu "Mi se taie cheful de comparațiuni…" | Muzeul Memorial „Calistrat Hogaș”, Piatra Neamț                                | Cimec    |
|      | Album de suvenire Autor: Imprimeria Județului Neamțu   | Datare: sfârșit sec. XIX Școală: atelier românesc Dimensiuni: 27,5 x 20,5 cm Material: legatura din catifea pe carton, accesorii din alama, file din hartie                                                                                                  | Conține 188 de file cu ancadramente fitomorfe imprimate, din care 52 manuscrise, Calistrat Hogaș și alții, cu cerneala neagră și violetă, poezii și "suvenire" (inedite), încercări de autoportret ale scriitorului etc.; cheutorile deteriorate, transe aurite. | Muzeul Memorial „Calistrat Hogaș”, Piatra Neamț                                | Cimec    |
|      | Mesaj de la D. Pătrășcanu Autor: Pătrășcanu, D.D.      | Datare: sfârșit secol XIX Școală: atelier nedeterminat Descoperit: jud. Neamț, Piatra Neamț, str. Calistrat Hogaș nr. 1 Dimensiuni: L: 13,8 cm; Î: 9,1 cm; Material: carton tipărit cu cerneală verzuie; scris cu cerneală neagră                            | Scrisoare umoristică făcând aluzie la Cucoana Marieta și postul din învățământ al lui C. Hogaș; semnată "Compania". | Muzeul Memorial „Calistrat Hogaș”, Piatra Neamț                                | Cimec    |
|      | Către Calistrat Hogaș Autor: Pătrășcanu, D.D.          | Datare: 1910, septembrie 19 Școală: atelier nedeterminat Dimensiuni: 13 x 9 cm Material: carte postala tiparita cu verde, manuscris cu cerneala neagra | D.D. Pătrășcanu, în numele "Companiei" (grup de prieteni scriitori din Iași), îi scrie lui C. Hogaș despre șederea la Mănăstirea Neamț. | Muzeul Memorial „Calistrat Hogaș”, Piatra Neamț                                | Cimec    |
|      | Compania către Calistrat Hogaș Autor: Pătrășcanu, D.D. | Datare: 1910, septembrie 9 Școală: atelier nedeterminat Dimensiuni: 13 x 9 cm Material: carton, tipar cu cerneala verde, manuscris cu cerneala neagra | Se referă la activitatea de profesor a lui Calistrat Hogaș | Muzeul Memorial „Calistrat Hogaș”, Piatra Neamț                                | Cimec    |
|      | Compania către Calistrat Hogaș Autor: Pătrășcanu, D.D. | Datare: 1910, septembrie 10 Școală: atelier nedeterminat Dimensiuni: 13,8 x 9 cm Material: carton tiparit cu verde si manuscris cu cerneala neagra | Aluzii umoristice la meseria de profesor a lui C. Hogaș | Muzeul Memorial „Calistrat Hogaș”, Piatra-Neamț                                | Cimec    |
|      | Compania către Calistrat Hogaș Autor: Pătrășcanu, D.D. | Datare: 1910, septembrie 12 Școală: atelier nedeterminat Dimensiuni: 13,8 x 9 cm Material: suport din carton, tiparit cu verde si manuscris cu cerneala neagra                                                                                               | Aluzii la moralitatea îndoielnică a "Cucoanei Marieta" | Muzeul Memorial „Calistrat Hogaș”, Piatra Neamț                                | Cimec    |
|      | Către Calistrat Hogaș Autor: Pătrășcanu, D.D.          | Datare: 1910, octombrie 23 Școală: atelier nedeterminat Dimensiuni: 13,8 x 9 cm Material: suport din carton tiparit cu verde si manuscris cu cerneala neagra                                                                                                 | Informații despre viitoarea pensionare a lui C. Hogaș | Muzeul Memorial „Calistrat Hogaș”, Piatra Neamț                                | Cimec    |
|      | Cucoane Calistrat Autor: Topârceanu, George            | Datare: 1910, aprilie 30 Școală: atelier nedeterminat Dimensiuni: 27 x 20,5 cm Material: hartie alba cu filigran si antet tiparit cu negru, manuscris cu cerneala neagra, semnat "M. Piscobomba" (unul dintre pseudonimele umoristice ale lui G. Toparceanu) | 1 filă conținând o invitație la o intâlnire literară cu Al. Vlahuță și I.L. Caragiale, la Iași | Muzeul Memorial „Calistrat Hogaș”, Piatra Neamț                                | Cimec    |
|      | Cucoane Calistrat Autor: Topârceanu, George            | Datare: 1913, ianuarie 27 Școală: atelier nedeterminat Dimensiuni: 13,9 x 8,9 cm Material: suport carton, cu antet tiparit verde, manuscris cu cerneala neagra                                                                                               | Carton subțire, carte poștală de epocă, cu antetul revistei Viața Românească imprimat pe verso, tipărit cu cerneală verde, scrisoarea manuscrisă a lui G. Toparceanu catre C. Hogas, cu cerneala neagra, se referă la povestirea "Ceahlăul" | Muzeul Memorial „Calistrat Hogaș”, Piatra Neamț                                | Cimec    |
|      | Cucoane Calistrat Autor: Topârceanu, George            | Datare: 1914, aprilie 3 Școală: atelier nedeterminat Dimensiuni: 13,9 x 8,7 cm Material: suport carton subtire, imprimat verde, manuscris cerneala neagra | carte poștală pe carton subțire, cu antetul Vieții Românești pe verso, se referă la S.S.R. și la o șezatoare literară | Muzeul Memorial „Calistrat Hogaș”, Piatra Neamț                                | Cimec    |
|      | Iubite Mustea Autor: Hogaș, Calistrat                  | Datare: început sec. XX Școală: atelier nedeterminat Dimensiuni: 21 x 16,2 cm Material: suport din hartie, manuscris cerneala neagra C. Hogas | Pe suport de hârtie verzuie, scrisoare olografă a lui C. Hogaș, cerandu-i lui Muste să-l ajute pentru scutirea fiului sau Aetiu de satisfacerea stagiului militar, 2 pagini olografe | Muzeul Memorial „Calistrat Hogaș”, Piatra Neamț                                | Cimec    |
|      | Sidonica dragă Autor: Hogaș, Calistrat                 | Datare: început sec. XX Școală: atelier nedeterminat Dimensiuni: 15,8 x 11,4 cm Material: suport din hartie cu filigran, manuscris cu cerneala neagra, 2 file                                                                                                | scrisoare olografa C. Hogas către fiica sa Sidonia, referitoare la lipsa banilor | Muzeul Memorial „Calistrat Hogaș”, Piatra Neamț                                | Cimec    |
|      | Sidonie dragă Autor: Hogaș, Calistrat                  | Datare: început sec. XX Școală: atelier nedeterminat Dimensiuni: 16,7 x 10,5 cm Material: suport din hartie cu filigran, manuscris cu cerneala violet | scrisoare referitoare la un bagaj expediat Sidoniei C. Hogaș la Ploiești | Muzeul Memorial „Calistrat Hogaș”, Piatra Neamț                                | Cimec    |
|      | Sidonia mea Autor: Hogaș, Calistrat                    | Datare: 1913, noiembrie 28 Școală: atelier nedeterminat Dimensiuni: 13,7 x 9 cm Material: suport din carton subtire imprimat verde, manuscris cerneala neagra                                                                                                | Carte poștală prin care C. Hogaș o anunță pe Sidonia, aflată la Ploiești, că-i va trimite bani | Muzeul Memorial „Calistrat Hogaș”, Piatra Neamț                                | Cimec    |
|      | Permis de circulație C.F.R.                            | Datare: început sec. XX Școală: atelier nedeterminat Dimensiuni: 10 x 7 cm Material: hartie, carton subtire, fotografie, piele (portvizit) | Permis C.F.R. cu fotografie originală, semnatura olografă a scriitorului | Muzeul Memorial „Calistrat Hogaș”, Piatra Neamț                                | Cimec    |
|      | Fotografii de familie                                  | Datare: sfârșit sec. XIX Școală: atelier occidental Dimensiuni: L= 28 cm; l= 21 cm; I= 8,5 cm Material: piele, carton, lemn, metal (cheutori) | Copertă din piele pe lemn cu decorațiuni art nouveau imprimate la cald, conține 15 file din carton, cu chenare tipărite cu broz auriu (decupate pentru fotografii) | Muzeul Memorial „Calistrat Hogaș”, Piatra Neamț                                | Cimec    |
|      | Haină                                                  | Datare: sfârșit sec. XIX Școală: atelier nedeterminat Descoperit: jud. Neamț, PIATRA-NEAMT, str. Calistrat Hogaș nr. 1 Dimensiuni: Î: 127 cm; L: 290 cm Material: stofă postav, lucrat manual                                                                | Pelerina scriitorului Calistrat Hogaș, purtată iarna ca palton și vara în timpul călătoriilor; culoare neagră, cu căptușală pepit. | Muzeul Memorial „Calistrat Hogaș”, Piatra Neamț                                | Cimec    |
|      | Frac                                                   | Datare: sfârșit sec. XIX Școală: atelier occidental Dimensiuni: 130 x 101 cm Material: postav, executat intr-un atelier de croitorie | Frac croit din stofă neagră, căptușit | Muzeul Memorial „Calistrat Hogaș”, Piatra Neamț                                | Cimec    |
|      | Joben                                                  | Datare: sfărșit sec. XIX Școală: atelier occidental Dimensiuni: D= 20 cm I= 17 cm Material: manufactura, postav, carton presat, piele, matase | Căptușeală din mătase crem, întăritură din piele și carton presat | Muzeul Memorial „Calistrat Hogaș”, Piatra Neamț                                | Cimec    |
|      | Pălărie                                                | Datare: sfârșit sec. XIX Școală: atelier necunoscut Dimensiuni: 35 x 30 x 11,5 cm Material: pai din orez, impletit si presat la cald | Forma clasică (ovaloidă), calotă înaltă, cu pamblică rips maro în exterior, întăritură din piele în interior | Muzeul Memorial „Calistrat Hogaș”, Piatra Neamț                                | Cimec    |
|      | Ghete                                                  | Datare: început sec. XX Școală: atelier nedeterminat Dimensiuni: 42 cm Material: piele, manufactura | Model clasic, bandă elastică pe gleznă | Muzeul Memorial „Calistrat Hogaș”, Piatra Neamț                                | Cimec    |
|      | Ochelari de vedere                                     | Datare: sfârșit sec. XIX Școală: atelier neidentificat Dimensiuni: 17 x 13 cm Material: manufactura, sticla, alama | Lentile ovale, rame din alamă oxidate | Muzeul Memorial „Calistrat Hogaș”, Piatra Neamț                                | Cimec    |
|      | Cană cu apărătoare pentru mustăți                      | Datare: sfârșit sec. XIX Școală: atelier Germania Dimensiuni: D= 7,8 cm I= 9 cm Material: portelan, lucrat manual | Executată sub comandă specială, la cerere; cană cu apărătoare pentru mustăți, executată manual din porțelan alb, cu trandafiri roșii în exterior (pictați și fixați prin ardere), mânerul modelat | Muzeul Memorial „Calistrat Hogaș”, Piatra Neamț                                | Cimec    |
|      | Copita Pisicuței                                       | Datare: sfârșit sec. XIX Școală: atelier necunoscut Dimensiuni: L= 14 cm Material: fabricata din material organic (os), prelucrat manual, curatire si uscare; cu potcoava din fier                                                                           | Una dintre copitele din față ale calului cu care călătorea C. Hogas, Pisicuța, păstrată și transformată în scrumieră (cu tot cu potcoavă) | Muzeul Memorial „Calistrat Hogaș”, Piatra Neamț                                | Cimec    |
|      | Ceas                                                   | Datare: sfârșit sec. XIX Școală: atelier nedeterminat Dimensiuni: D= 5,5 cm Material: ansamblu de metale diverse, mecanism de aprindere introdus intr-o carcasa de ceas de buzunar                                                                           | Brichetă cu benzină, confecționată dintr-un dispozitiv de aprindere introdus într-o carcasă de ceas de buzunar | Muzeul Memorial „Calistrat Hogaș”, Piatra Neamț                                | Cimec    |
|      | Amnar                                                  | Datare: sfârșit sec. XIX Școală: atelier românesc Dimensiuni: 5 x 2,5 cm Material: finisat prin polizare | Formă elipsoidă, conceput pentru aprinderea fitilului prin lovire de o piatră | Muzeul Memorial „Calistrat Hogaș”, Piatra Neamț                                | Cimec    |
|      | Tabachera lui Calistrat Hogaș                          | Datare: sfârșit secol XIX Școală: atelier necunoscut Dimensiuni: L: 8 cm; l: 5,5 cm; Î: 2 cm; G: 83 gr. Material: argint gravat; batere | Lucrată manual, gravată cu ornamente fitomorfe | Muzeul Memorial „Calistrat Hogaș”, Piatra Neamț                                | Cimec    |
|      | Box                                                    | Datare: sfârșit sec. XIX Școală: atelier românesc Dimensiuni: 9,5 x 6,5 cm Material: fier | Cinci inele ghintuite, un cadru pentru fixat în palmă, toate componentele formând un întreg | Muzeul Memorial „Calistrat Hogaș”, Piatra Neamț                                | Cimec    |
|      | Busolă                                                 | Datare: sfârșit sec. XIX Școală: atelier meșteșugăresc nedeterminat Dimensiuni: 6 x 6 cm Material: un ansamblu de mai multe elemente (cadran, ac, etc.), turnate, gravate si stantate                                                                        | Instrument de orientare în teren, tip busolă | Muzeul Memorial „Calistrat Hogaș”, Piatra Neamț                                | Cimec    |
|      | Pelerina Ordinului Mihai Viteazul                      | Datare: 1936 Școală: Românesc Descoperit: jud. Neamț, Piatra Neamț Dimensiuni: L: 1250 mm Material: Postav; pânză; metal; coasere | Pelerina Ordinului Mihai Viteazul a aparținut colonelului Gheorghe Ante, comandant de companie și de batalion în perioada primului război mondial. Sublocotenentul Regimentului 15 Infanterie a fost decorat în ziua de 3 iulie 1919 cu Odinul Mihai Vitezul, clasa a III-a, prin Înalt Decret No. 2769, pentru vitejia cu care a luptat împotriva maghiarilor în luptele de la Zalău din 22-25 februarie 1919. Este din postav gros, de culoare albă, fără mâneci, are guler lat și este evazată la poale. În partea stângă, la aproximativ 1/3 de guler este însemnul ordinului, din catifea, constând dintr-o cruce de culoare bleumarin, cu marginile din fir aurit, având în centru cifra regelui Ferdinand timbrată de coroana regală. Pe guler sunt două petlițe care reproduc marginea însemnului ordinului. În interior este căptușită cu pânză de culoare vișinie. Pelerina se închide în față. | Complexul Muzeal Județean Neamț. Muzeul de Istorie și Arheologie, Piatra Neamț | Cimec    |
|      | Față de masă cu monograma Elenei Cuza                  | Datare: 2/2 sec. XIX Descoperit: jud. Neamț, PIATRA NEAMȚ Dimensiuni: L: 123 cm; La: 51 cm Material: țesătură din bumbac cu urme de flori cu 5 petale, brodată cu fir alb, monogramă H.C. (Elena Cuza)                                                       | Față de masă din bumbac alb-gălbui. În țesătură apar vizibile urme cu flori cu 5 petale pe care este brodat cu fir alb monograma H.C., ieșită puțin în relief. A aparținut principesei Elena Cuza. | Complexul Muzeal Județean Neamț. Muzeul de Istorie și Arheologie, Piatra Neamț | Cimec    |
|      | Salbă turcească                                        | Datare: 1/2 sec. XIX Dimensiuni: L: 41,5 cm Material: Este din metal (aliaj), galben, din 25 piese diferite turnate și ornate sub formă de semilune, circulare                                                                                               | Salbă turcească formată din 25 de piese circulare, cu diferite desene geometrice și semilune de diferite mărimi; piesele din salbă au inserții negre, probabil de natură minerală, ce completează ornamentele pieselor componente. Fiecare obiect din salbă este decorat altfel. Salba este donată muzeului de un urmaș a celui ce a participat la evenimentele din 1821. | Complexul Muzeal Județean Neamț. Muzeul de Istorie și Arheologie, Piatra Neamț | Cimec    |
|      | Tavă cu monogramă                                      | Datare: 2/2 sec. XIX Descoperit: jud. Neamț, PIATRA NEAMȚ Dimensiuni: Lungime (cu mânere): 590 mm; Lungime (fără mânere): 520 mm; Lățime: 343 mm Material: argint; batere                                                                                    | Tavă de argint care a aparținut familiei domnitoare Cuza. De formă ovală, cu marginile ajurate, are două torți cu marginile din frunze de stejar care se prind de platou. Tava are în centru monograma H. C. | Complexul Muzeal Județean Neamț. Muzeul de Istorie și Arheologie, Piatra Neamț | Cimec    |
|      | Poșetă                                                 | Datare: sec. XIX Descoperit: jud. Neamț, PIATRA NEAMȚ Dimensiuni: L: 195 mm; LA: 205 mm; G: 380 g Material: argint; filigranare | Poșetă de argint lucrată în filigran și decorată cu franjuri din același material. | Complexul Muzeal Județean Neamț. Muzeul de Istorie și Arheologie, Piatra Neamț | Cimec    |
|      | Recipient farmaceutic                                  | Datare: 1/4 sec XX Descoperit: jud. NEAMȚ, PIATRA-NEAMȚ Dimensiuni: Î: 95 mm; D: 65 mm Material: porțelan; turnare; emailare; ardere | Recipientul, realizat din porțelan, de culoare albă, provine de la farmacia Vorel din Piatra Neamț. Are formă cilindrică, cu picior, iar inscripția este amplasată într-un chenar marcat cu email negru și portocaliu. | Complexul Muzeal Județean Neamț - PIATRA, Neamț                                | Cimec    |
|      | Recipient farmaceutic                                  | Datare: 1/4 sec XX Descoperit: jud. NEAMȚ, PIATRA-NEAMȚ Dimensiuni: Î: 95 mm; D: 65 mm Material: porțelan; turnare; emailare; ardere | Recipientul, realizat din porțelan, de culoare albă, provine de la farmacia Vorel din Piatra Neamț. Are formă cilindrică, cu picior, iar inscripția este amplasată într-un chenar marcat cu email negru și portocaliu. | Complexul Muzeal Județean Neamț - PIATRA, Neamț                                | Cimec    |
|      | Recipient farmaceutic                                  | Datare: 1/4 sec XX Descoperit: jud. NEAMȚ, PIATRA-NEAMȚ Dimensiuni: Î: 95 mm; D: 65 mm Material: porțelan; turnare; emailare; ardere | Recipientul, realizat din porțelan, de culoare albă, provine de la farmacia Vorel din Piatra Neamț. Are formă cilindrică, cu picior, iar inscripția este amplasată într-un chenar marcat cu email negru și portocaliu. | Complexul Muzeal Județean Neamț - PIATRA, Neamț                                | Cimec    |
|      | Recipient farmaceutic                                  | Datare: 1/4 sec XX Descoperit: jud. NEAMȚ, PIATRA-NEAMȚ Dimensiuni: Î: 95 mm; D: 65 mm Material: porțelan; turnare; emailare; ardere | Recipientul, realizat din porțelan, de culoare albă, provine de la farmacia Vorel din Piatra Neamț. Are formă cilindrică, cu picior, iar inscripția este amplasată într-un chenar marcat cu email negru și portocaliu. | Complexul Muzeal Județean Neamț - PIATRA, Neamț                                | Cimec    |
|      | Recipient farmaceutic                                  | Datare: 1/4 sec XX Descoperit: jud. NEAMȚ, PIATRA-NEAMȚ Dimensiuni: Î: 95 mm; D: 65 mm Material: porțelan; turnare; emailare; ardere | Recipientul, realizat din porțelan, de culoare albă, provine de la farmacia Vorel din Piatra Neamț. Are formă cilindrică, cu picior, iar inscripția este amplasată într-un chenar marcat cu email negru și portocaliu. | Complexul Muzeal Județean Neamț - PIATRA, Neamț                                | Cimec    |
|      | Recipient farmaceutic                                  | Datare: 1/4 sec XX Descoperit: jud. NEAMȚ, PIATRA-NEAMȚ Dimensiuni: Î: 95 mm; D: 65 mm Material: porțelan; turnare; emailare; ardere | Recipientul, realizat din porțelan, de culoare albă, provine de la farmacia Vorel din Piatra Neamț. Are formă cilindrică, cu picior, iar inscripția este amplasată într-un chenar marcat cu email negru și portocaliu. | Complexul Muzeal Județean Neamț - PIATRA, Neamț                                | Cimec    |
|      | Recipient farmaceutic                                  | Datare: 1/4 sec XX Descoperit: jud. NEAMȚ, PIATRA-NEAMȚ Dimensiuni: Î: 95 mm; D: 65 mm Material: porțelan; turnare; emailare; ardere | Recipientul, realizat din porțelan, de culoare albă, provine de la farmacia Vorel din Piatra Neamț. Are formă cilindrică, cu picior, iar inscripția este amplasată într-un chenar marcat cu email roșu, bleu și verde. | Complexul Muzeal Județean Neamț - PIATRA, Neamț                                | Cimec    |
|      | Recipient farmaceutic                                  | Datare: 1/4 sec XX Descoperit: jud. NEAMȚ, PIATRA-NEAMȚ Dimensiuni: Î: 95 mm; D: 65 mm Material: porțelan; turnare; emailare; ardere | Recipientul, realizat din porțelan, de culoare albă, provine de la farmacia Vorel din Piatra Neamț. Are formă cilindrică, cu picior, iar inscripția este amplasată într-un chenar marcat cu email roșu, bleu și verde. | Complexul Muzeal Județean Neamț - PIATRA, Neamț                                | Cimec    |
|      | Recipient farmaceutic                                  | Datare: 1/4 sec XX Descoperit: jud. NEAMȚ, PIATRA-NEAMȚ Dimensiuni: Î: 95 mm; D: 65 mm Material: porțelan; turnare; emailare; ardere | Recipientul, realizat din porțelan, de culoare albă, provine de la farmacia Vorel din Piatra Neamț. Are formă cilindrică, cu picior, iar inscripția este amplasată într-un chenar marcat cu email roșu, bleu și verde. | Complexul Muzeal Județean Neamț - PIATRA, Neamț                                | Cimec    |
|      | Recipient farmaceutic                                  | Datare: 1/4 sec XX Descoperit: jud. NEAMȚ, PIATRA-NEAMȚ Dimensiuni: Î: 77 mm; D: 64 mm Material: porțelan; turnare; emailare; ardere | Recipientul, realizat din porțelan, de culoare albă, provine de la farmacia Vorel din Piatra Neamț. Are formă cilindrică, iar inscripția este amplasată într-un chenar marcat cu email negru. | Complexul Muzeal Județean Neamț - PIATRA, Neamț                                | Cimec    |
|      | Recipient farmaceutic                                  | Datare: 1/4 sec XX Descoperit: jud. NEAMȚ, PIATRA-NEAMȚ Dimensiuni: Î: 77 mm; D: 64 mm Material: porțelan; turnare; emailare; ardere | Recipientul, realizat din porțelan, de culoare albă, provine de la farmacia Vorel din Piatra Neamț. Are formă cilindrică, iar inscripția este amplasată într-un chenar marcat cu email negru. | Complexul Muzeal Județean Neamț - PIATRA, Neamț                                | Cimec    |
|      | Recipient farmaceutic                                  | Datare: 1/4 sec XX Descoperit: jud. NEAMȚ, PIATRA-NEAMȚ Dimensiuni: Î: 92 mm; D: 71 mm Material: porțelan; turnare; emailare; ardere | Recipientul, realizat din porțelan, de culoare albă, provine de la farmacia Vorel din Piatra Neamț. Are formă cilindrică, iar inscripția este amplasată într-un chenar marcat cu email albastru. | Complexul Muzeal Județean Neamț - PIATRA, Neamț                                | Cimec    |
|      | Recipient farmaceutic                                  | Datare: 1/4 sec XX Descoperit: jud. NEAMȚ, PIATRA-NEAMȚ Dimensiuni: Î: 92 mm; D: 71 mm Material: porțelan; turnare; emailare; ardere | Recipientul, realizat din porțelan, de culoare albă, provine de la farmacia Vorel din Piatra Neamț. Are formă cilindrică, iar inscripția este amplasată într-un chenar marcat cu email albastru. | Complexul Muzeal Județean Neamț - PIATRA, Neamț                                | Cimec    |
|      | Recipient farmaceutic                                  | Datare: 1/4 sec XX Descoperit: jud. NEAMȚ, PIATRA-NEAMȚ Dimensiuni: Î: 100 mm; D: 75 mm Material: porțelan; turnare; emailare; ardere | Recipientul, cu capac, realizat din porțelan, de culoare albă, provine de la farmacia Vorel din Piatra Neamț. Are formă cilindrică, iar inscripția este amplasată într-un chenar marcat cu email negru. | Complexul Muzeal Județean Neamț - PIATRA, Neamț                                | Cimec    |
|      | Recipient farmaceutic                                  | Datare: 1/4 sec XX Descoperit: jud. NEAMȚ, PIATRA-NEAMȚ Dimensiuni: Î: 90 mm; D: 70 mm Material: porțelan; turnare; emailare; ardere | Recipientul, realizat din porțelan, de culoare albă, provine de la farmacia Vorel din Piatra Neamț. Are formă cilindrică, iar inscripția este amplasată într-un chenar oval marcat cu email albastru. | Complexul Muzeal Județean Neamț - PIATRA, Neamț                                | Cimec    |
|      | Recipient farmaceutic                                  | Datare: 1/4 sec XX Descoperit: jud. NEAMȚ, PIATRA-NEAMȚ Dimensiuni: Î: 90 mm; D: 70 mm Material: porțelan; turnare; emailare; ardere | Recipientul, realizat din porțelan, de culoare albă, provine de la farmacia Vorel din Piatra Neamț. Are formă cilindrică, iar inscripția este amplasată într-un chenar oval marcat cu email albastru. | Complexul Muzeal Județean Neamț - PIATRA, Neamț                                | Cimec    |
|      | Recipient farmaceutic                                  | Datare: 1/4 sec XX Descoperit: jud. NEAMȚ, PIATRA-NEAMȚ Dimensiuni: Î: 95 mm; D: 65 mm Material: porțelan; turnare; emailare; ardere | Recipientul, realizat din porțelan, de culoare albă, provine de la farmacia Vorel din Piatra Neamț. Are formă cilindrică, iar inscripția este amplasată într-un chenar oval marcat cu email roșu, bleu și verde. | Complexul Muzeal Județean Neamț, Piatra Neamț                                  | Cimec    |
|      | Rețetar                                                | Datare: sec XIX Descoperit: jud. NEAMȚ, PIATRA-NEAMȚ Dimensiuni: L: 175 mm; La: 115 mm Material: hârtie; manuscris; tuș negru | Carnet manuscris în limba latină și română, având 142 de pagini. Coperțile sunt din carton îmbrăcate cu material textil verde, cu motive florale stilizate. Conține formule farmaceutice, adunate de la începutul secolului XIX de spițerul Anton Vorel și urmașii săi. | Complexul Muzeal Județean Neamț - PIATRA, Neamț                                | Cimec    |
|      | Recipient farmaceutic                                  | Datare: 1/4 sec XX Descoperit: jud. NEAMȚ, PIATRA-NEAMȚ Dimensiuni: Î: 95 mm; D: 65 mm Material: porțelan; turnare; emailare; ardere | Recipientul, realizat din porțelan, de culoare albă, provine de la farmacia Vorel din Piatra Neamț. Are formă cilindrică, iar inscripția este amplasată într-un chenar marcat cu email negru și portocaliu. | Complexul Muzeal Județean Neamț - PIATRA, Neamț                                | Cimec    |
|      | Recipient farmaceutic                                  | Datare: 1/4 sec XX Descoperit: jud. NEAMȚ, PIATRA-NEAMȚ Dimensiuni: Î: 95 mm; D: 65 mm Material: porțelan; turnare; emailare; ardere | Recipientul, realizat din porțelan, de culoare albă, provine de la farmacia Vorel din Piatra Neamț. Are formă cilindrică, iar inscripția este amplasată într-un chenar marcat cu email negru și portocaliu. | Complexul Muzeal Județean Neamț - PIATRA, Neamț                                | Cimec    |
|      | Recipient farmaceutic                                  | Datare: 1/4 sec XX Descoperit: jud. NEAMȚ, PIATRA-NEAMȚ Dimensiuni: Î: 105 mm; D: 75 mm Material: porțelan; turnare; emailare; ardere | Recipientul, cu picior, realizat din porțelan, de culoare albă, provine de la farmacia Vorel din Piatra Neamț. Are formă cilindrică, iar inscripția este amplasată într-un chenar marcat cu email albastru. | Complexul Muzeal Județean Neamț - PIATRA, Neamț                                | Cimec    |
|      | Recipient farmaceutic                                  | Datare: 1/4 sec XX Descoperit: jud. NEAMȚ, PIATRA-NEAMȚ Dimensiuni: Î: 105 mm; D: 75 mm Material: porțelan; turnare; emailare; ardere | Recipientul, cu picior, realizat din porțelan, de culoare albă, provine de la farmacia Vorel din Piatra Neamț. Are formă cilindrică, iar inscripția este amplasată într-un chenar marcat cu email albastru. | Complexul Muzeal Județean Neamț - PIATRA, Neamț                                | Cimec    |
|      | Recipient farmaceutic                                  | Datare: 1/4 sec XX Descoperit: jud. NEAMȚ, PIATRA-NEAMȚ Dimensiuni: Î: 105 mm; D: 75 mm Material: porțelan; turnare; emailare; ardere | Recipientul, cu picior, realizat din porțelan, de culoare albă, provine de la farmacia Vorel din Piatra Neamț. Are formă cilindrică, iar inscripția este amplasată într-un chenar marcat cu email auriu. | Complexul Muzeal Județean Neamț - PIATRA, Neamț                                | Cimec    |
|      | Recipient farmaceutic                                  | Datare: 1/4 sec XX Descoperit: jud. NEAMȚ, PIATRA-NEAMȚ Dimensiuni: Î: 105 mm; D: 80 mm Material: porțelan; turnare; emailare; ardere | Recipientul, cu picior, realizat din porțelan, de culoare albă, provine de la farmacia Vorel din Piatra Neamț. Are formă cilindrică, iar inscripția este amplasată într-un chenar marcat cu email albastru. | Complexul Muzeal Județean Neamț - PIATRA, Neamț                                | Cimec    |
|      | Recipient farmaceutic                                  | Datare: 1/4 sec XX Descoperit: jud. NEAMȚ, PIATRA-NEAMȚ Dimensiuni: Î: 105 mm; D: 80 mm Material: porțelan; turnare; emailare; ardere | Recipientul, cu picior, realizat din porțelan, de culoare albă, provine de la farmacia Vorel din Piatra Neamț. Are formă cilindrică, iar inscripția este amplasată într-un chenar marcat cu email albastru. | Complexul Muzeal Județean Neamț - PIATRA, Neamț                                | Cimec    |
|      | Recipient farmaceutic                                  | Datare: 1/4 sec XX Descoperit: jud. NEAMȚ, PIATRA-NEAMȚ Dimensiuni: Î: 105 mm; D: 80 mm Material: porțelan; turnare; emailare; ardere | Recipientul, cu picior, realizat din porțelan, de culoare albă, provine de la farmacia Vorel din Piatra Neamț. Are formă cilindrică, iar inscripția este amplasată într-un chenar marcat cu email albastru. | Complexul Muzeal Județean Neamț - PIATRA, Neamț                                | Cimec    |
|      | Recipient farmaceutic                                  | Datare: 1/4 sec XX Descoperit: jud. NEAMȚ, PIATRA-NEAMȚ Dimensiuni: Î: 105 mm; D: 75 mm Material: porțelan; turnare; emailare; ardere | Recipientul, cu picior, realizat din porțelan, de culoare albă, provine de la farmacia Vorel din Piatra Neamț. Are formă cilindrică, iar inscripția este amplasată într-un chenar marcat cu email albastru. | Complexul Muzeal Județean Neamț - PIATRA, Neamț                                | Cimec    |
|      | Recipient farmaceutic                                  | Datare: 1/4 sec XX Descoperit: jud. NEAMȚ, PIATRA-NEAMȚ Dimensiuni: Î: 105 mm; D: 75 mm Material: porțelan; turnare; emailare; ardere | Recipientul, cu picior, realizat din porțelan, de culoare albă, provine de la farmacia Vorel din Piatra Neamț. Are formă cilindrică, iar inscripția este amplasată într-un chenar marcat cu email albastru. | Complexul Muzeal Județean Neamț - PIATRA, Neamț                                | Cimec    |
|      | Recipient farmaceutic                                  | Datare: 1/4 sec XX Descoperit: jud. NEAMȚ, PIATRA-NEAMȚ Dimensiuni: Î: 95 mm; D: 65 mm Material: porțelan; turnare; emailare; ardere | Recipientul, cu picior, realizat din porțelan, de culoare albă, provine de la farmacia Vorel din Piatra Neamț. Are formă cilindrică, iar inscripția este amplasată într-un chenar marcat cu email albastru. | Complexul Muzeal Județean Neamț - PIATRA, Neamț                                | Cimec    |
|      | Recipient farmaceutic                                  | Datare: 1/4 sec XX Descoperit: jud. NEAMȚ, PIATRA-NEAMȚ Dimensiuni: Î: 95 mm; D: 65 mm Material: porțelan; turnare; emailare; ardere | Recipientul, cu picior, realizat din porțelan, de culoare albă, provine de la farmacia Vorel din Piatra Neamț. Are formă cilindrică, iar inscripția este amplasată într-un chenar marcat cu email albastru, roșu și verde. | Complexul Muzeal Județean Neamț - PIATRA, Neamț                                | Cimec    |
|      | Recipient farmaceutic                                  | Datare: 1/4 sec XX Descoperit: jud. NEAMȚ, PIATRA-NEAMȚ Dimensiuni: Î: 105 mm; D: 80 mm Material: porțelan; turnare; emailare; ardere | Recipientul, cu picior, realizat din porțelan, de culoare albă, provine de la farmacia Vorel din Piatra Neamț. Are formă cilindrică, iar inscripția este amplasată într-un chenar marcat cu email albastru. | Complexul Muzeal Județean Neamț - PIATRA, Neamț                                | Cimec    |
|      | Recipient farmaceutic                                  | Datare: 1/4 sec XX Descoperit: jud. NEAMȚ, PIATRA-NEAMȚ Dimensiuni: Î: 95 mm; D: 65 mm Material: porțelan; turnare; emailare; ardere | Recipientul, cu picior, realizat din porțelan, de culoare albă, provine de la farmacia Vorel din Piatra Neamț. Are formă cilindrică, iar inscripția este amplasată într-un chenar marcat cu email verde și portocaliu. Are capac. | Complexul Muzeal Județean Neamț - PIATRA, Neamț                                | Cimec    |

## Fond
| Foto | Informații generale                                                               | Detalii tehnice | Descriere | Deținător                                                                      | Legături |
| ---- | --------------------------------------------------------------------------------- | --- | --- | ------------------------------------------------------------------------------ | -------- |
|      | Cântar                                                                            | Datare: Secolul XVIII Descoperit: jud. NEAMȚ Dimensiuni: L:610 Material: Este realizat din fier. | Cântar cu vârful în formă de semilună. Are tija scurtă, două lanțuri și două cârlige pentru cântărit. | Complexul Muzeal Județean Neamț - PIATRA, Neamț                                | Cimec    |
|      | Fotografie                                                                        | Datare: 1923 Descoperit: jud. NEAMȚ Dimensiuni: L:290;l:220 Material: hârtie fotografică | Fotografie alb negru, reprezentând împroprietărirea țăranilor din Grași și Groșești, localități din județul Neamț. Apare o muțime de oameni formată din țărani, preotul și autoritățile însărcinate cu punerea în aplicare a reformei agrare. De asemenea apar trei pluguri și animale domestice. | Complexul Muzeal Județean Neamț - PIATRA, Neamț                                | Cimec    |
|      | Sigiliul Școlii elementare din Pipirig                                            | Datare: 1860 Descoperit: jud. NEAMȚ, PIPIRIG Dimensiuni: D:37;Gros:11 mm;L:66 Material: Este din bronz, iar mânerul este din lemn. | Este din bronz de formă circulară, cu mâner din lemn de culoare neagră. În centru apar stemele celor două Principate, timbrate de o coroană princiară și anul 1860, fiind înconjurate de inscripția - Principatele Unite/ Școla Elementară/ Sat Pipirigu/ Dist. Neamț. | Muzeul de Istorie și Etnografie, Târgu                                         | Cimec    |
|      | Ștampilă                                                                          | Datare: 1865 Descoperit: jud. NEAMȚ Dimensiuni: L:33;H:35 Material: Este din metal, având mânerul din lemn. | Ștampilă de formă ovală având următoarea inscripție: PRECEPTORIA URBEI NEAMȚU. În centru apar stema Principatelor Unite și anul 1865. Mânerul este din lemn de culoare neagră. | Muzeul de Istorie și Etnografie, Târgu                                         | Cimec    |
|      | Fotoliu                                                                           | Datare: A doua jumătate a secolului XIX Descoperit: jud. NEAMȚ Dimensiuni: H:1160; l:600; Material: Fotoliul este realizat din lemn și îmbrăcat în catifea. | Fotoliul este sculptat din lemn de culoare neagră. Tapițeria originală s-a păstrat doar pe spătar partea din spate și este din lână, de culoare vișinie cu decor fitomorf. În rest, aceasta este restaurată, folosindu-se catifea vișinie. În partea superioară a spătarului este sculptat un chip de femeie încoronată, între două aripi. Pe mânerele fotoliului sunt incizate motive vegetale. | Complexul Muzeal Județean Neamț - PIATRA, Neamț                                | Cimec    |
|      | Fotografie                                                                        | Datare: 1907 Descoperit: jud. NEAMȚ Dimensiuni: L:162, l:105 Material: Hârtie fotografică,carton, fotografiere | Fotografie sepia reprezentând-o pe Elena Cuza în ulimii ani de viață. În partea de jos a portretului se află următorul text, încadrat de elemente vegetale - CABINET PORTRAIT. Pe spatele fotografiei a fost scris cu cerneală neagră: Dom Elena Cuza / Această fotografie o am făcută și în mărimea naturală cu 25 lei bucata trimisă franco și în provincie. În partea dreaptă jos apare și o ștampilă cu tuș roșu, cu inscripția: G. Nicolescu, fotograf. | Complexul Muzeal Județean Neamț - PIATRA, Neamț                                | Cimec    |
|      | Leduncă de ofițer de infanterie                                                   | Datare: A doua jumătate a sec. XIX Descoperit: jud. NEAMȚ Dimensiuni: L:900; l:500 Material: Cartușiera este din metal galben, acoperită cu catifea roșie. | Cartușiera este metalică, îmbrăcată în catifea roșie, având pe capac însemnul infanteriei. Ledunca este din fir auriu. | Complexul Muzeal Județean Neamț - PIATRA, Neamț                                | Cimec    |
|      | Livret militar                                                                    | Datare: Războiul de independență Descoperit: jud. NEAMȚ Dimensiuni: L:180, l:125 Material: Are coperțile cartonate. | A aparținut lu Stan Gheorghe din regimentul 8 Călărași, Divizia militară teritorială, decedat în războiul de Independență. Are 6 pagini. Coperțile sunt cartonate. | Complexul Muzeal Județean Neamț - PIATRA, Neamț                                | Cimec    |
|      | Toc pentru ochelari                                                               | Datare: 1/4 secol XX Descoperit: jud. NEAMȚ, Piatra Neamț Dimensiuni: L:143 mm; LA:57 mm Material: Este din metal turnat și presat, interior căptușit cu catifea neagră                                                                                         | Toc pentru ochelari; a aparținut arheologului Constantin Matasă; este din metal iar în interior este căptușit cu pluș negru. | Complexul Muzeal Județean Neamț - PIATRA, Neamț                                | Cimec    |
|      | Ochelari - lornion                                                                | Datare: 1/4 secolul XX Descoperit: jud. NEAMȚ, Piatra Neamț Dimensiuni: L:90 mm; D:40 mm Material: Este din sârmă trefilată aurită și sticlă | Ochelari-lornion auriți, ce au aparținut arheologului Constantin Matasă. | Complexul Muzeal Județean Neamț - PIATRA, Neamț                                | Cimec    |
|      | Scrumieră                                                                         | Datare: 1/4 sec XX Descoperit: jud. NEAMȚ, Piatra Neamț Dimensiuni: H:55mm; LA:100 mm Material: Este din metal galben, decorat | Scrumieră din metal de formă tringhiulară, cu decorațiuni laterale. A aparținut arheologului Constantin Matasă. Bazinul scrumierei este rotund, din metal galben. | Complexul Muzeal Județean Neamț - PIATRA, Neamț                                | Cimec    |
|      | Toc-condei                                                                        | Datare: 1/2 secolul XX Descoperit: jud. NEAMȚ, Piatra Neamț Dimensiuni: L: 265 mm Material: Este din lemn, sculptat | Toc-condei din lemn, cu mijlocul bombat. A aparținut și a fost folosit de arheologul Constantin Matasă la inventarierea pieselor muzeale. | Complexul Muzeal Județean Neamț - PIATRA, Neamț                                | Cimec    |
|      | Furculiță                                                                         | Datare: 1/4 sec XX Descoperit: jud. NEAMȚ, Piatra Neamț Dimensiuni: L:175 mm; LA:20 mm Material: Este din metal și lemn, turnată | Furculiță cu trei dinți, din metal cu mâner din lemn, cu bucșă metalică. A fost folosită de arheologul Constantin Matasă pe șantierle arheologice. | Complexul Muzeal Județean Neamț - PIATRA, Neamț                                | Cimec    |
|      | Cuțit                                                                             | Datare: 1/4 secolul XX Școală: Sheffield Descoperit: jud. NEAMȚ, Piatra Neamț Dimensiuni: L:180 mm; LA:20 mm Material: Este din metal și lemn | Cuțit din fier cu mâner din lemn, cu bucșă metalică. A fost întrebuințat de arheologul Constantin Matasă pe șantierele arheologice. Pe lamă este inscripționat: SHEFFIELD ENGLAND. | Complexul Muzeal Județean Neamț - PIATRA, Neamț                                | Cimec    |
|      | Ceas de buzunar                                                                   | Datare: 1/4 secolul XX Școală: Paul Garnier Descoperit: jud. NEAMȚ, Piatra Neamț Dimensiuni: D: 50 mm; GR:10 mm Material: Este din metal alb și sticlă | Ceas de buzunar, de formă circulară, lipsă sticlă la cadran, marca Paul Garnier. Carcasa din metal de culoare albă. A aparținut arheologului Constantin Matasă. | Complexul Muzeal Județean Neamț - PIATRA, Neamț                                | Cimec    |
|      | Coupe-papier                                                                      | Datare: A doua jum.a sec.XIX Descoperit: jud. NEAMȚ, Bicaz Dimensiuni: L:160 mm; LA:85 mm Material: Este din metal galben | Coupe papier din metal galben (aliaj). Mânerul este împodobit cu incizii cu motive vegetale, iar pe lamă este o inscripție gravată, în limba chirilică. | Complexul Muzeal Județean Neamț - PIATRA, Neamț                                | Cimec    |
|      | Ruletă                                                                            | Datare: 1/4 secolul XX Descoperit: jud. NEAMȚ, Piatra Neamț Dimensiuni: D:40 mm; Gros.: 12 mm Material: Este din metal. | Ruletă metalică cu bandă îngustă de 8 mm. Are lungimea de 2 metri. A fost folosită de arheologul C-tin Matasă pe șantierele arheologice. Are carcasa metalică. | Complexul Muzeal Județean Neamț - PIATRA, Neamț                                | Cimec    |
|      | Lampă cu petrol                                                                   | Datare: Sf.sec.XIX-înc.sec. XX Descoperit: jud. NEAMȚ, Bicaz Dimensiuni: H:125 mm; Dbaza:80 mm Material: Este din metal-aliaj | Lampă cu fitil și bazin pentru petrol. Din metal galben. În stare foarte bună, de funcționare. Sistemul de reglare a flăcării are inscripționat pe rotiță: Brenner Spar. Provine de pe Domeniul Coroanei de la Bicaz, fiind moștenită de Toma Dragomirescu și fiica sa Beretcki Rodica. A fost realizată în 1900 de firma "Thiel & Bardenheuer" Germania. | Complexul Muzeal Județean Neamț - PIATRA, Neamț                                | Cimec    |
|      | Călimară de birou                                                                 | Datare: Sf.sec.XIX Descoperit: jud. NEAMȚ, Bicaz Dimensiuni: D:55 mm Material: Este din metal galben, turnat. | Călimară din metal galben, așezată pe un suport rotund din metal ce prezintă un decor lateral zoomorf și floral. Bazinul călimării este din metal cu capac, iar în interior are un recipient din sticlă. | Complexul Muzeal Județean Neamț - PIATRA, Neamț                                | Cimec    |
|      | Geantă                                                                            | Datare: 1/4 sec. XX Descoperit: jud. NEAMȚ, Piatra Neamț Dimensiuni: L: 405 mm Material: Este din piele cu încuietoare metalică și mâner | Geantă din piele de culoare maro, cu încuietoare metalică și mâner. A fost folosită de Constantin Matasă pe șantierele arheologice. | Complexul Muzeal Județean Neamț - PIATRA, Neamț                                | Cimec    |
|      | Mașină de scris "Continental" cu capac                                            | Datare: 1/2 secolul XX Descoperit: jud. NEAMȚ, Piatra Neamț Dimensiuni: L: 310 mm; LA: 300 mm Material: Este din metal, capac din lemn | Mașină de scris marca "Continental" cu capac din lemn, model Con - 350. Folosită de preotul C-tin Matasă în perioada 1920-1930. | Complexul Muzeal Județean Neamț - PIATRA, Neamț                                | Cimec    |
|      | Caiet manuscris                                                                   | Datare: Începutul sec. XX Descoperit: jud. NEAMȚ, Piatra Neamț Dimensiuni: L:205 mm; LA:170 mm Material: Este din hârtie și carton, scris cu cerneală neagră | Curs intitulat: "Introducere în Enciclopedia și Metodologia Studiilor Teologice". Este scris cu cerneală neagră, are 166 pagini. Coperțile sunt din carton înflorat. | Complexul Muzeal Județean Neamț - PIATRA, Neamț                                | Cimec    |
|      | Caiet manuscris                                                                   | Datare: Începutul sec. XX Descoperit: jud. NEAMȚ, Piatra Neamț Dimensiuni: L:205 mm; LA:170 mm Material: Este din hârtie și carton, scris cu cerneală neagră | Curs intitulat: "Istoria Bisericească Universală". Este scris cu cerneală neagră, are 472 pagini. Coperțile sunt din carton înflorat. | Complexul Muzeal Județean Neamț - PIATRA, Neamț                                | Cimec    |
|      | Caiet manuscris                                                                   | Datare: Începutul sec. XX Descoperit: jud. NEAMȚ, Piatra Neamț Dimensiuni: L:205 mm; LA:170 mm Material: Este din hârtie și carton, scris cu cerneală neagră | Caiet manuscris intitulat: "Istoria Bisericii Române". Este scris cu cerneală neagră, are 192 pagini. Coperțile sunt din carton înflorat.Curs după prelegerile d-lui prof. dr. Dragomir Demetrescu. | Complexul Muzeal Județean Neamț - PIATRA, Neamț                                | Cimec    |
|      | Sfeștoc                                                                           | Datare: 1/4 secolul XX Descoperit: jud. NEAMȚ, Piatra Neamț Dimensiuni: L:250 mm; LA:50 mm Material: Este din busuioc și fire subțiri de sârmă argintată, lemn, catifea                                                                                         | Sfeștoc din busuioc și fire subțiri de sârmă argintată, cu coada de lemn învelită în catifea de culoare mov. Folosit de preot în activitatea religioasă, pentru aghezmuit. | Complexul Muzeal Județean Neamț - PIATRA, Neamț                                | Cimec    |
|      | Cruce de mână                                                                     | Datare: 1/4 secolul XX Școală: necunoscut Descoperit: jud. NEAMȚ, Piatra Neamț Dimensiuni: L:105 mm; LA:60 mm Material: Este din lemn de cireș și metal | Cruce de mână din lemn de cireș. Pe avers este îngropată o cruce metalică. Folosită de preotul Constantin Matasă în activitatea religioasă.. | Complexul Muzeal Județean Neamț - PIATRA, Neamț                                | Cimec    |
|      | Mânecuță preoțească                                                               | Datare: 1/4 secolul XX Școală: Atelier moldovenesc Descoperit: jud. NEAMȚ, Piatra Neamț Dimensiuni: L:230 mm; LA:135 mm Material: Este din catifea, brodată cu fir de argint aurit.                                                                             | Mânicuță preoțească folosită în timpul liturghiei, de către preoți. Este din pânză, având pe față catifea brodată cu fir de argint aurit. Motivul brodat este format din trei cruciulițe. Purtate de preotul Constantin Matasă, în timpul slujbelor religioase. | Complexul Muzeal Județean Neamț - PIATRA, Neamț                                | Cimec    |
|      | Mânecuță preoțească                                                               | Datare: 1/4 secolul XX Școală: Atelier moldovenesc Descoperit: jud. NEAMȚ, Piatra Neamț Dimensiuni: L:230 mm; LA:135 mm Material: Este din catifea, brodată cu fir de argint aurit.                                                                             | Mânicuță preoțească folosită în timpul liturghiei, de către preoți. Este din pânză, având pe față catifea brodată cu fir de argint aurit. Motivul brodat este format din trei cruciulițe. Purtate de preotul Constantin Matasă, în timpul slujbelor religioase. | Complexul Muzeal Județean Neamț - PIATRA, Neamț                                | Cimec    |
|      | Patrafir preoțesc                                                                 | Datare: 1/4 secolul XX Școală: Atelier moldovenesc Descoperit: jud. NEAMȚ, Piatra Neamț Dimensiuni: L:153 mm; LA:340 mm Material: Este din pânză brodată cu fir argintat, aurit.                                                                                | Patrafir din pânză, brodat pe față cu cruciulițe și motive vegetale și florale, în diverse culori. Folosit de preotul Constantin Matasă în timpul slujbelor religioase. | Complexul Muzeal Județean Neamț - PIATRA, Neamț                                | Cimec    |
|      | Potcap preoțesc                                                                   | Datare: 1/4 secolul XX Descoperit: jud. NEAMȚ, Piatra Neamț Dimensiuni: H:130 mm; D:190 mm Material: Este din catifea, pânză, carton | Potcap preoțesc din catifea neagră și căptușeală de culoare galbenă. A fost folosit de preotul Constantin Matasă. | Complexul Muzeal Județean Neamț - PIATRA, Neamț                                | Cimec    |
|      | Carnet de șantier                                                                 | Datare: 1/2 sec. XX Descoperit: jud. NEAMȚ, Piatra Neamț Dimensiuni: L:165 mm; LA:100 mm Material: Este din hârtie și carton pânzat | Carnet-șantier folosit de preotul-arheolog Constantin Matasă pe șantierul arheologic de la Frumușica și Podei. Manuscrisul are coperțile din carton pânzat și un număr de 82 file scrise și cu desene. Pe coperta 2 apare mențiunea delegatiei Comisiei Monumentelor Istorice de a face săpături, aviz nr.1129/9 iunie 1939 și alte mențiuni. | Complexul Muzeal Județean Neamț - PIATRA, Neamț                                | Cimec    |
|      | Carnet de șantier                                                                 | Datare: 1/2 sec. XX Descoperit: jud. NEAMȚ, Piatra Neamț Dimensiuni: L:170 mm; LA:100 mm Material: Este din hârtie și carton pânzat | Carnet-șantier folosit de preotul-arheolog Constantin Matasă pe șantierul arheologic de la Frumușica. Manuscrisul are coperțile din carton pânzat și un număr de 116 file. | Complexul Muzeal Județean Neamț - PIATRA, Neamț                                | Cimec    |
|      | Birou                                                                             | Datare: 1/2 secolul XX Descoperit: jud. NEAMȚ, Piatra Neamț Dimensiuni: L:1370 mm; LA:850 mm;H:1222 mm Material: Este din lemn de stejar de culoare deschisă, sculptat și lăcuit                                                                                | Birou cu două corpuri având 4 sertare în partea dreaptă și 4 sertare în partea stângă. Partea din față, care este ca o jaluzea, acoperă ca un capac. A fost folosit de preotul-arheolog Constantin Matasă. | Complexul Muzeal Județean Neamț - PIATRA, Neamț                                | Cimec    |
|      | Caiet manuscris                                                                   | Datare: 1/4 secolul XX Descoperit: jud. NEAMȚ, Piatra Neamț Dimensiuni: L:210 mm; LA:175 mm Material: Este din hârtie, carton; cerneală neagră | Manuscris intitulat "Gramatica idiomului grec al Noului Testament". Manuscris tipărit, scris cu litere de mână, legat în carton pânzat la cotor. | Complexul Muzeal Județean Neamț - PIATRA, Neamț                                | Cimec    |
|      | Caiet manuscris                                                                   | Datare: 1/4 secolul XX Descoperit: jud. NEAMȚ, Piatra Neamț Dimensiuni: L:215 mm; LA:180 mm Material: Este din hârtie, carton; cerneală neagră | Manuscris intitulat "Istoria Dogmelor". Ideea despre dogmă și felurile ei. 316 pagini, scrise cu cerneală neagră. Coperțile sunt cartonate și negre. | Complexul Muzeal Județean Neamț - PIATRA, Neamț                                | Cimec    |
|      | Caiet manuscris                                                                   | Datare: 1/4 secolul XX Descoperit: jud. NEAMȚ, Piatra Neamț Dimensiuni: L:210 mm; LA:165 mm Material: Este din hârtie, carton; cerneală neagră | Manuscris intitulat "Introducere în Scrierile Sfintei Scripturi a Vechiului Testament". Are 208 pagini și cuprinde și Interpretarea Epistolei către Galateni, 88 pag. Legată în carton cu pânză la cotor. | Complexul Muzeal Județean Neamț - PIATRA, Neamț                                | Cimec    |
|      | Analog                                                                            | Datare: 1/4 secolul XX Descoperit: jud. NEAMȚ, Piatra Neamț Dimensiuni: L:1150 mm; LA:450 mm Material: Este din lemn sculptat și piele | Pupitru înalt, mobil, pe care se pun cărțile de cult în biserica ortodoxă. Are două brațe din lemn, mobile, iar deasupra o punte de piele care le unește. | Complexul Muzeal Județean Neamț - PIATRA, Neamț                                | Cimec    |
|      | Baston                                                                            | Datare: 1/4 secolul XX Descoperit: jud. NEAMȚ, Piatra Neamț Dimensiuni: L:940 mm; LA:45 mm Material: Este din lemn și metal | Baston din lemn, rotund, cu două bucșe metalice la mână și în partea inferioară. A aparținut protopopului Constantin Matasă. | Complexul Muzeal Județean Neamț - PIATRA, Neamț                                | Cimec    |
|      | Sfeșnic                                                                           | Datare: 1/4 secolul XX Descoperit: jud. NEAMȚ, Piatra Neamț Dimensiuni: H:300 mm;DB:130 mm Material: Este din bronz, turnat | Sfeșnic din bronz, cu baza rotundă, lată; buza pronunțat răsfrântă. A fost folosit de preotul Constantin Matasă la Biserica Precista din Piatra Neamț. | Complexul Muzeal Județean Neamț - PIATRA, Neamț                                | Cimec    |
|      | Sfeșnic                                                                           | Datare: 1/4 secolul XX Descoperit: jud. NEAMȚ, Piatra Neamț Dimensiuni: H:300 mm;DB:130 mm Material: Este din bronz, turnat | Sfeșnic din bronz, cu baza rotundă, lată; buza pronunțat răsfrântă. A fost folosit de preotul Constantin Matasă la Biserica Precista din Piatra Neamț. | Complexul Muzeal Județean Neamț - PIATRA, Neamț                                | Cimec    |
|      | Fotografie                                                                        | Datare: 8 aprilie 1947 Descoperit: jud. NEAMȚ, com. VÂNĂTORI-NEAMȚ Dimensiuni: L:112;l:87 Material: Realizată pe hârtie fotografică, alb-negru. | În fotografie apare o garnitură de tren, păzită de trei soldați înarmați care transporta ajutoare pentru sinistrații din județul Putna trimise de către Comitetul pentru Ajutorarea Regiunilor Secetoase Brașov. În plan îndepărtat se distinge un grup de persoane. Pe verso, este scris următorul text: "Ajutându-ne acum, ați dovedit adevărata dragoste și înțelegere față de populația județului Putna în numele cărora vă mulțumim, 8.IV.1947, Președinte, Const. indescifrabil". Peste semnătură este suprapusă ștampila Comitetului Pentru Ajutorarea Regiunilor Secetoase Jud. Putna. | Complexul Muzeal Județean Neamț. Muzeul de Istorie și Arheologie, Piatra Neamț | Cimec    |
|      | Fotografie                                                                        | Datare: 8 ianuarie 1947 Descoperit: jud. NEAMȚ, com. VÂNĂTORI-NEAMȚ Dimensiuni: L:113; l: 83 Material: Realizată pe hârtie fotografică, sepia. | În fotografie apar patru copii, trei întinși pe jos, rezemați de niște saci cu alimente, iar al patrulea așezat pe o lădiță din lemn. Pe verso a fost adăugat următorul text - "8 ianuarie 1947/La sediul C.A.R.S. - Putna Focșani/Alimentele și îmbrăcămintea trimise de județul Brașov pentru copiii județului Putna". În centru apare ștampila Comitetului pentru Ajutorarea Regiunilor Secetoase Jud. Putna. | Complexul Muzeal Județean Neamț. Muzeul de Istorie și Arheologie, Piatra Neamț | Cimec    |
|      | Fotografie                                                                        | Datare: 8 iunie 1947 Descoperit: jud. NEAMȚ, com. VÂNĂTORI-NEAMȚ Dimensiuni: L:117; l: 83 Material: Realizată pe hârtie fotografică, alb-negru. | În fotografie apare o garnitură de tren care transporta ajutoare pentru sinistrații din județul Putna, trimise de Comitetului pentru Ajutorarea Regiunilor Secetoase Brașov.Pe verso a fost adăugat un text de mulțumire. Peste semnătura președintelui Comitetului pentru Ajutorarea Regiunilor Secetoase Jud. Putna este aplicată ștampila aceleași instituții. | Complexul Muzeal Județean Neamț. Muzeul de Istorie și Arheologie, Piatra Neamț | Cimec    |
|      | Fotografie                                                                        | Datare: 8 aprilie 1947 Descoperit: jud. NEAMȚ, com. VÂNĂTORI-NEAMȚ Dimensiuni: L:117;l:87 Material: Realizată pe hârtie fotografică, alb-negru. | În prim plan apare un grup de persoane. În plan secund pe un vagon se observă un poster cu următorul conținut: "Recunoștință Fraților Brașoveni pentru ajutorul trimis copiilor Moldovei". Pe verso a fost adăugat un text de mulțumire. Peste semnătura președintelui Comitetului pentru Ajutorarea Regiunilor Secetoase Jud. Putna este aplicată ștampila aceleași instituții. | Complexul Muzeal Județean Neamț. Muzeul de Istorie și Arheologie, Piatra Neamț | Cimec    |
|      | Regimentul 15 Războieni la Budapesta                                              | Datare: August 1919 Școală: Farago Descoperit: jud. NEAMȚ Dimensiuni: L:247 mm; LA:199 mm Material: Hârtie fotografică, fotografiere sepia. Fotografia este lipită pe carton.                                                                                   | În fotografie apare o subunitate din Regimentul 15 Războieni, într-o localitate din Ungaria. În spatele soldaților și ofițerilor subunității se află câțiva arbori. De asemenea în fundal se observă un copil și o clădire. Fotografia a fost realizată în districtul Ujpest al Budapestei, în vara anului 1919 (în contextul desfășurării ofensivei armatei române pentru înăbușirea revoluției bolșevice a lui Bela Kun). | Complexul Muzeal Județean Neamț. Muzeul de Istorie și Arheologie, Piatra Neamț | Cimec    |
|      | Regimentul 15 Războieni                                                           | Datare: vara anului 1916 Descoperit: jud. NEAMȚ Dimensiuni: L:158; l:109 Material: hârtie fotografică; fotografiere | În fotografia sepia apare efectivul Regimentului 15 Războieni în vara anului 1916, înainte de a pleca pe front.În prim plan stau ofițerii așezați pe scaune, unii dintre ei avându-i alături pe membrii familiei (soții și copii), iar soldații în spatele acestora, în picioare.În fundal se observă o pădure. | Complexul Muzeal Județean Neamț. Muzeul de Istorie și Arheologie, Piatra Neamț | Cimec    |
|      | Ofițerii Regimentului 4 artilerie                                                 | Datare: august 1919 Descoperit: jud. NEAMȚ Dimensiuni: L:189; l:133 Material: hârtie fotografică; fotografiere | Fotografia sepia îi înfățișează pe ofițerii Regimentului 4 artilerie pe câmpul de la Rakos-Ungaria în vara anului 1919. Cei 12 ofițeri sunt călare. | Complexul Muzeal Județean Neamț. Muzeul de Istorie și Arheologie, Piatra Neamț | Cimec    |
|      | Fotografie                                                                        | Datare: Martie 1948 Școală: Iohan Descoperit: jud. NEAMȚ, com. MUNICIPIUL PIATRA-NEAMȚ Dimensiuni: L:180; l: 130 Material: Este realizată pe hârtie fotografică, alb-negru.                                                                                     | Aspect de la funeraliile patriarhului Nicodim, decedat la data de 28 februrie 1948. În primul rând al oficialităților de la stânga la dreapta apar: Mihail Sadoveanu, C.I.Parhon, Ștefan Voitec, în rândul al doilea Gh. Gheorghiu Dej, dr. Petru Groza, Emil Bodanăraș. În spatele secretarului general C.C. al P.M.R. apare Ana Pauker. | Complexul Muzeal Județean Neamț. Muzeul de Istorie și Arheologie, Piatra Neamț | Cimec    |
|      | Fotografie                                                                        | Datare: August 1917 Descoperit: jud. NEAMȚ Dimensiuni: L:117; l:83 Material: hârtie fotografică; fotografiere | Fotografia este sepia. În prim plan apar doi soldați ai Regimentului 15 Infanterie Războieni pe frontul de la Oituz în vara anului 1917. În spatele acestora se observă un adăpost camuflat. | Complexul Muzeal Județean Neamț. Muzeul de Istorie și Arheologie, Piatra Neamț | Cimec    |
|      | România -Harta fizică, administrativă, turistică Autor: Cartograf M.D. Moldoveanu | Datare: 2/4 secolul XX Descoperit: jud. NEAMȚ, Piatra Neamț Dimensiuni: L:57; l:42 Material: Harta din hârtie este lipită pe pânză. | Harta se pliază.Coperțile cartonate sunt de culoare albastră. Pe prima copertă în colțul din dreapta jos este trecut numele aparținătorului hărții - Col. C. Velleanu. Harta este realizată la scara 1:1.500.000. Depoziteleși stațiunile de vânzare ale Societății Distribuția sunt marcate prin două cercuri concentrice, de culoare galbenă și roșie. În colțul din dreapta jos este indicat numele tipografiei executante - MARVAN S.A.R. | Complexul Muzeal Județean Neamț. Muzeul de Istorie și Arheologie, Piatra Neamț | Cimec    |
|      | Laboratorul Vorel                                                                 | Datare: 2/4 secolul XX Școală: A.A. Chevallier Descoperit: jud. NEAMȚ, Piatra Neamț Dimensiuni: L:234 mm; LA:170 mm Material: Hârtie fotografică, fotografiere alb negru. Fotografia este pusă într-un passpartout din carton, alb.                             | Fotografia reprezintă un interior al Laboratorului Vorel. Angajatele laboratorului ambalau produsele farmaceutice, etalate în număr mare pe mese. | Complexul Muzeal Județean Neamț. Muzeul de Istorie și Arheologie, Piatra Neamț | Cimec    |
|      | Harta județului Neamț                                                             | Datare: 1914 Descoperit: jud. NEAMȚ Dimensiuni: L:595; l:433 Material: Carton lipit pe o pânză de culoare roșie. | Harta județului Neamț, color, este realizată la scara 1:200.000. | Complexul Muzeal Județean Neamț. Muzeul de Istorie și Arheologie, Piatra Neamț | Cimec    |
|      | Regimentul 15 Războieni                                                           | Datare: 1928 Descoperit: jud. NEAMȚ, Piatra Neamț Dimensiuni: L:235;l:160 Material: Coperțile albumului sunt cartonate, iar fotografiile sepia sunt realizate pe hârtie fotografică.                                                                            | Albumul are coperțile de culoare bleumarin având inscripționat cu litere aurii următorul titlu - "Ofițerii Regimentului Războieni No. 15/ 1928". Conține 53 de fotografii originale, sepia, având același format 85x135. Pe prima pagină apare fotografia coloneluli Fotin Alexandru, comandantul Regimentului Războieni No. 15. La sfârșit, albumul are 7 file libere. | Complexul Muzeal Județean Neamț. Muzeul de Istorie și Arheologie, Piatra Neamț | Cimec    |
|      | Regimentul 15 Războieni                                                           | Datare: 1925 Descoperit: jud. NEAMȚ, Piatra Neamț Dimensiuni: L:285; l:225 Material: Este realizată pe hârtie fotografică și lipită pe carton. | În fotografia sepia apar membrii Regimentului Războieni 15 Infanterie. În centru apare generalul Lișcu Toma, aflat în inspecție. În partea stângă a acestuia se află colonelul Alexandru Fotin, iar în dreapta generalul Dumitru Coroamă, comandantul Regimentului. În spatele efectivului se află monumentul dedicat eroilor regimentului căzuți în războiul de Independență și primul război mondial, ridicat în anul 1923 în Piatra-Neamț în curtea Regimentului 15 Războieni. | Complexul Muzeal Județean Neamț. Muzeul de Istorie și Arheologie, Piatra Neamț | Cimec    |
|      | Constantin Durican                                                                | Datare: 20 iulie 1924 Școală: Adolf A. Chevalier Descoperit: jud. NEAMȚ, Piatra Neamț Dimensiuni: L:130; l:80 Material: hârtie fotografică; fotografiere | Constantin Durican apare îmbrăcat în uniformă de sublocotenent, la vârsta de 23 de ani. | Complexul Muzeal Județean Neamț. Muzeul de Istorie și Arheologie, Piatra Neamț | Cimec    |
|      | Regimentul 56 Infanterie                                                          | Datare: 22 iunie 1916 Descoperit: jud. NEAMȚ Dimensiuni: L:140;l:90 Material: hârtie fotografică; fotografiere; | Fotografie sepia, reprezentând efectivul Regimentului 56 Infanterie. Pe verso, apare scris cu cerneală de culoare albastră următorul text - "22 iunie 1916 / Un marș cu tot efectivul de război al Regimentului 56 Infanterie sub comanda Locot. Col. Neculcea Constantin, făcut la Găinești Jud. Baia, în vederea antrenamentului pentru plecarea peste Carpați pentru dezrobirea Ardealului". | Complexul Muzeal Județean Neamț. Muzeul de Istorie și Arheologie, Piatra Neamț | Cimec    |
|      | Școala din satul Mastacăn                                                         | Datare: deceniul III al secolului XX Școală: românesc Dimensiuni: L:275; l:205 mm Material: carton; fotografiere sepia; | În fotografie apare un grup format din elevi, institutori, părinți, localnici, aflat în fața școlii din satul Mastacăn, comuna Dragomirești. | Complexul Muzeal Județean Neamț. Muzeul de Istorie și Arheologie, Piatra Neamț | Cimec    |
|      | Școala primară din Săvinești, județul Neamț                                       | Datare: al III-lea deceniu al sec. XX Școală: românesc Dimensiuni: L:285; l:205 mm Material: hârtie fotografică; fotografiere sepia; | În fotografie apare clădirea Școlii primare din Săvinești. Pe treptele edificiului de învățământ stau profesorii, învățătorii, în timp ce elevii, alături de părinți și alți localnici, stau în curtea școlii. O parte din elevi sunt îmbrăcați în port popular. | Complexul Muzeal Județean Neamț. Muzeul de Istorie și Arheologie, Piatra Neamț | Cimec    |
|      | Școala rurală din Bicaz                                                           | Datare: 1926 Școală: Atelier românesc Dimensiuni: L:340; l:240 mm Material: Realizată pe hârtie fotografică, sepia. | În fotografie apar elevii și cadrele didactice ale Școlii rurale mixte din Bicaz. Grupul de persoane se află în fața clădirii Școlii, de pe Domeniul Coroanei Bicaz. | Muzeul de Istorie și Etnografie Bicaz, Neamț                                   | Cimec    |
|      | Elevii Școlii rurale mixte din Bicaz                                              | Datare: 17 noiembrie 1910 Dimensiuni: L:360; l:300 mm Material: Fotografia sepia este realizată pe hârtie fotografică și lipită pe carton. | În prim plan apar elevii și profesorii instituției de învățământ. În spatele lor se află un drapel de mari dimensiuni. În fundal se observă clădirea școlii rurale, construită de administrația Domeniului Coroanei Bicaz la început de secol XX. | Muzeul de Istorie și Etnografie Bicaz, Neamț                                   | Cimec    |
|      | Piatra-Neamț în anii '60                                                          | Datare: a doua jumătate a secolului xx Școală: Atelier românesc Descoperit: jud. NEAMȚ, Piatra-Neamț Dimensiuni: L:240; l:180 mm Material: hârtie fotografică; fotografiere alb-negru;                                                                          | Fotografia surprinde reconstrucția zonei centrale a orașului Piatra-Neamț (amenajarea Bd. Chimiei, ulterior redenumit Mihai Eminescu). | Complexul Muzeal Județean Neamț. Muzeul de Istorie și Arheologie, Piatra Neamț | Cimec    |
|      | Funcționarii Prefecturii județului Neamț                                          | Datare: 22 mai 1895 Școală: Atelier românesc Dimensiuni: L:310; l:295 mm Material: Fotografia sepia este realizată pe carton. | În fotografie apar funcționarii Prefecturii județului Neamț. Numele acestora este consemnat în partea de jos a fotografiei: în primul rând, în centru, C.V. Andrieș, prefectul județului Neamț, N.G. Matasariu, directorul prefecturii, N.I.Ionescu, secretarul Consiliului Județean, G. Moțoc, subprefect plasa de Sus, N. Rosetti Bălănescu, subprefect pl. Mijloc, D. G. Apostoliu, subprefect pl. Piatra, C.C. Miclescu, subprefect pl. Bistrița, Iordache Gr. Isăcescu, subprefect pl. Muntele, A. A. Blancfort, subprefect pl. Roznov, Vasile Coman, cap. Biroului administrativ. | Complexul Muzeal Județean Neamț. Muzeul de Istorie și Arheologie, Piatra Neamț | Cimec    |
|      | Biserica Sf. Ioan Domnesc din Piatra-Neamț                                        | Datare: sf. sec. XIX Școală: P. Daniel Dimensiuni: L:400; l:270 mm Material: Fotografia sepia este realizată pe carton. | În prim plan apar ctitoriile lui Ștefan cel Mare din Piatra-Neamț, Biserica Sf. Ioan Domnesc (fațada nordică) și Turnul clopotniță. În fundal se vede o parte din clădirea Școlii nr. 1 de băieți (Școala Lascăr Catargiu). Se observă de asemenea zidul de incintă al bisericii, ridicat probabil la sf. de sec. XVII-înc. de sec. XVIII. Strada Ștefan cel Mare nu era încă sistematizată. Numele fotografului este trecut pe imagine în colțul din dreapta jos. | Complexul Muzeal Județean Neamț. Muzeul de Istorie și Arheologie, Piatra Neamț | Cimec    |
|      | Conferința națională a învățătorilor și institutorilor                            | Datare: 29 martie-1 aprilie 1912 Școală: Atelier românesc Descoperit: jud. NEAMȚ, Piatra-Neamț Dimensiuni: L:390;l:255 mm Material: carton; fotografiere sepia;                                                                                                 | Fotografia a fost realizată cu ocazia desfășurării Conferinței naționale a institutorilor și învățătorilor la Piatra-Neamț. Grupul din imagine îi include pe dascălii nemțeni, dintre aceștia remarcându-se institutoarea Zulnia Isăcescu (apare în primul rând în centru) și revizorul școlar Gheorghe Nicolau (apare în primul rând, în costum popular, a treia persoană din partea dreaptă). | Complexul Muzeal Județean Neamț. Muzeul de Istorie și Arheologie, Piatra Neamț | Cimec    |
|      | Funcționarii Prefecturii și Consiliului Județean Neamț                            | Datare: al II-lea deceniu al sec. XX Școală: Atelier românesc Descoperit: jud. NEAMȚ Dimensiuni: L:380; l:250 mm Material: carton; fotografiere sepia; | În fotografie apar funcționarii Prefecturii județului Neamț: subprefectul Theodor Ivașcu, Constantin Groholschi, secretarul Consiliului Județean, pretorii, șefii de serviciu, arhitectul Ilie Mătăsaru, secretarii de plăși. Funcționarii sunt pozați pe treptele Palatului Administrativ din Piatra-Neamț, clădire construită în perioada 1910-1912. | Complexul Muzeal Județean Neamț. Muzeul de Istorie și Arheologie, Piatra Neamț | Cimec    |
|      | Școala "Lascăr Catargiu" din Piatra-Neamț                                         | Datare: sf. deceniului III al sec. XX Școală: Atelier românesc Dimensiuni: L:288;l:220 mm Material: hârtie fotografică; fotografiere sepia; | În fotografie apare Școala primară nr. 1 de băieți din Piatra-Neamț (la mijlocul secolului XIX când a fost înființată, această școală purta denumirea de „Școala Domnească”). Probabil imaginea surprinde momentul inaugurării noului sediu, astfel explicându-se prezența mulțimii de oameni pe treptele și în fața instituției de învățământ. Fațada principală apare finisată, în timp ce, pe părțile laterale, schelele nu erau demontate. Groapa din imagine provenea de la o locuință dărâmată care aparținuse Catedralei Sf. Ioan Domnesc, aflată în imediata vecinătate. În plan secund remarcăm alte trei edificii: Turnul lui Ștefan cel Mare, locuința directorului Școlii Lascăr Catargiu, clădire transformată ulterior în sediul Muzeului de Etnografie Piatra-Neamț și sediul Băncii Petrodava, devenit și el Banca RPR/RSR apoi BNR iar din 2005 Muzeul Cucuteni. | Complexul Muzeal Județean Neamț. Muzeul de Istorie și Arheologie, Piatra Neamț | Cimec    |
|      | Aspect dintr-o sală de curs a Școlii "Lascăr Catargiu" Piatra-Neamț               | Datare: deceniul IV al sec. XX Școală: Atelier românesc Descoperit: jud. NEAMȚ, Piatra-Neamț Dimensiuni: L:290;l:225 mm Material: hârtie fotografică; fotografiere sepia;                                                                                       | În fotografie apar elevii clasei a III-a a Școlii primare „Lascăr Catargiu” Piatra-Neamț. Învățătorul stă la catedră, iar unul dintre elevi se află în fața tablei, pe care a scris niște versuri. Ceilalți elevi stau în bănci. Inventarul clasei este interesant: mobilierul (pupitre, catedra, tabla), materialul didactic (planșe de anatomie, hărți ale continentelor Europa și Africa). În spatele catedrei, pe perete se află un tablou oficial, reprezentându-i pe Regele Carol al II-lea și pe Mihai Mare Voevod de Alba Iulia (element semnificativ pentru datarea imaginii). | Complexul Muzeal Județean Neamț. Muzeul de Istorie și Arheologie, Piatra Neamț | Cimec    |
|      | Școala primară "Th. Raux și G. Lalu" Piatra-Neamț                                 | Datare: deceniul III al sec. XX Școală: Atelier românesc Dimensiuni: L:283;l:222 mm Material: hârtie fotografică; fotografiere sepia; | Imaginea redă clădirea Școlii primare „Th. Raux și G. Lalu”. În fața școlii apare un grup de elevi și cadre didactice. | Complexul Muzeal Județean Neamț. Muzeul de Istorie și Arheologie, Piatra Neamț | Cimec    |
|      | Școala "Th. Raux și G. Lalu" Piatra-Neamț                                         | Datare: deceniul III al sec. XX Școală: Atelier românesc Descoperit: jud. NEAMȚ, Piatra-Neamț Dimensiuni: L:283;l:222 mm Material: hârtie fotografică; fotografiere sepia;                                                                                      | În fotografie apare școala primară „Th. Raux și G. Lalu”, văzută din spate. În fundal, în partea stângă se distinge muntele Cozla, iar în partea dreaptă muntele Pietricica. | Complexul Muzeal Județean Neamț. Muzeul de Istorie și Arheologie, Piatra Neamț | Cimec    |
|      | Uzina electrică din Piatra-Neamț                                                  | Datare: deceniul III al sec. XX Școală: Atelier românesc Descoperit: jud. NEAMȚ, Piatra-Neamț Dimensiuni: L:287;l:218 mm Material: hârtie fotografică; fotografiere sepia;                                                                                      | În imagine apare uzina electrică din Piatra-Neamț, respectiv noul sediu construit la începutul anilor '20. În fața clădirii se află personalul uzinei. | Complexul Muzeal Județean Neamț. Muzeul de Istorie și Arheologie, Piatra Neamț | Cimec    |
|      | Clădirea Teatrului din Piatra-Neamț                                               | Datare: înc. Deceniului IV al sec. XX Școală: Atelier românesc Dimensiuni: L:297;l:210 mm Material: hârtie fotografică; fotografiere sepia; | În fotografie apare clădirea Teatrului din Piatra-Neamț, în construcție. În fața teatrului se află un grup de persoane. În colțul din stânga sus distingem o parte din acoperișul Catedralei Sf. Ioan Domnesc. | Complexul Muzeal Județean Neamț. Muzeul de Istorie și Arheologie, Piatra Neamț | Cimec    |
|      | Uzina electrică din Piatra-Neamț                                                  | Datare: deceniul III al sec. XX Școală: Atelier românesc Dimensiuni: L:285;l:223 mm Material: hârtie fotografică; fotografiere sepia; | Imaginea redă unul din interioarele uzinei electrice din Piatra-Neamț. | Complexul Muzeal Județean Neamț. Muzeul de Istorie și Arheologie, Piatra Neamț | Cimec    |
|      | Școala primară din Pârâul Pântei                                                  | Datare: deceniul III al sec.XX Dimensiuni: L:290; l:215 mm Material: hârtie fotografică; fotografiere sepia; | În fața școlii primare din Pârâul Pintei, localitate situată pe Valea Bistriței, se află un grup de elevi, învățători și localnici. | Complexul Muzeal Județean Neamț. Muzeul de Istorie și Arheologie, Piatra Neamț | Cimec    |
|      | Școala primară din Sabasa                                                         | Datare: deceniul III al se. XX Școală: Atelier românesc Dimensiuni: L:285; l:196 mm Material: hârtie fotografică; fotografiere sepia; | În fața școlii primare din Sabasa, localitate situată pe Valea Bistriței, se află un grup de elevi, învățători și localnici. | Complexul Muzeal Județean Neamț. Muzeul de Istorie și Arheologie, Piatra Neamț | Cimec    |
|      | Școala primară din Săvinești                                                      | Datare: decniul III al sec. XX Școală: Atelier românesc Dimensiuni: L:295; l:200 mm Material: hârtie fotografică; fotografiere sepia; | În fotografie apare localul Școlii primare din Săvinești, împrejmuit de un gard. În fața intrării principale se află un grup de 7 persoane. În partea stângă a imaginii se vede turla bisericii din sat. | Complexul Muzeal Județean Neamț. Muzeul de Istorie și Arheologie, Piatra Neamț | Cimec    |
|      | Elevi ai Liceului Petru Rareș din Piatra-Neamț                                    | Datare: deceniul III al sec. XX Școală: Atelier românesc Dimensiuni: L:215; l:160 mm Material: hârtie fotografică; fotografiere sepia; | În fotografie apar elevii clasei a V-a a liceului Petru Rareș. Primul elev de pe rîndul al doilea, din partea dreaptă este Dumitru Almaș, viitorul scriitor și istoric. | Complexul Muzeal Județean Neamț. Muzeul de Istorie și Arheologie, Piatra Neamț | Cimec    |
|      | Biserica Precista Veche din Piatra-Neamț                                          | Datare: 1/4 secc. XX Școală: Adolph Chevallier Dimensiuni: L:170; l:110 mm Material: hârtie fotografică; fotografiere alb-negru; | În fotografie apare fațada estică a Bisericii Precista Veche din Piatra-Neamț. | Complexul Muzeal Județean Neamț. Muzeul de Istorie și Arheologie, Piatra Neamț | Cimec    |
|      | Fabrica de hârtie și mucava Piatra-Neamț                                          | Datare: 1935 Școală: Atelier românesc Dimensiuni: L:310; l:240 mm Material: hârtie fotografică; fotografiere sepia; | În fotografie apare un interior al Fabricii de hârtie și mucava. În prim plan apar utilaje. | Complexul Muzeal Județean Neamț. Muzeul de Istorie și Arheologie, Piatra Neamț | Cimec    |
|      | Personalul Administrației Domeniului Coroanei Borca                               | Datare: 1903 Școală: Adolph Chevallier Dimensiuni: L:330; l:240 mm Material: Fotografia sepia este lipită pe carton. | În fotografie apare personalul de serviciu al Administrației Domeniului Coroanei Borca (24 persoane). Probabil în centru, pe scaun, apare administratorul domeniului Borca. Pădurarii domeniului poartă costume populare și sunt înarmați. | Complexul Muzeal Județean Neamț. Muzeul de Istorie și Arheologie, Piatra Neamț | Cimec    |
|      | Sfințirea Icoanei Maicii Domnului din satul Răpciuni                              | Datare: 28 iulie 1902 Dimensiuni: L:290; l:235 mm Material: Fotografia sepia este lipită pe carton. | În prim plan apar locuitorii satului Răpciuni, care participă la slujba de sfințire a Icoanei Maicii Domnului, alături de preoți și oficialități. În plan secund se vede Biserica din Răpciuni. Icoana Maicii Domnului apare în partea dreaptă a imaginii, fiind așezată lângă Sfânta Cruce. | Complexul Muzeal Județean Neamț. Muzeul de Istorie și Arheologie, Piatra Neamț | Cimec    |
|      | Compania 10 a Regimentului 15 Războieni                                           | Datare: 10 mai 1904 Școală: Atelier românesc Dimensiuni: L:235; l:215 mm Material: Fotografia sepia este lipită pe carton. | În fotografie apare efectivul companiei 10 a regimentului 15 Războieni din Piatra-Neamț pe un câmp. Comandantul companiei are o sabie în mână, ceilalți fiind fotografiați în poziție de luptă cu baioneta în mână. | Complexul Muzeal Județean Neamț. Muzeul de Istorie și Arheologie, Piatra Neamț | Cimec    |
|      | Casa Națională Regina Maria din Piatra-Neamț Autor: A. Ditgartz                   | Datare: sf. deceniului III al sec. XX Școală: Fotografia Centrală Dimensiuni: L:165; l: 115 mm Material: Realizată pe hârtie fotografică, sepia. | În fotografie apare sediul casei Naționale Regina Maria din Piatra-Neamț, încă neterminat. | Complexul Muzeal Județean Neamț. Muzeul de Istorie și Arheologie, Piatra Neamț | Cimec    |
|      | Aspect de la Jamboreea Națională - Piatra-Neamț                                   | Datare: iulie 1930 Școală: Atelier românesc Dimensiuni: L:80; l: 57 mm Material: Realizată pe hârtie fotografică, sepia. | În fotografie apare Principele Nicolae, în centru, purtând uniforma cercetașilor, alături de oficialitățile orașului Piatra-Neamț. | Complexul Muzeal Județean Neamț. Muzeul de Istorie și Arheologie, Piatra Neamț | Cimec    |
|      | Principele Carol la Piatra-Neamț Autor: Berman, J.                                | Datare: înc. dec. II al sec. XX Școală: Atelier românesc Dimensiuni: L:190; l: 130 mm Material: Fotografia sepia este lipită pe carton. | La o tribună oficială apare în partea stângă Principele Carol, îmbrăcat în uniformă de cercetaș. Lângă el, în partea dreaptă se află primarul orașului Piatra-N., avocatul N. Ioaniu. | Complexul Muzeal Județean Neamț. Muzeul de Istorie și Arheologie, Piatra Neamț | Cimec    |
|      | Constantin Matasă și Leon Mrejeriu                                                | Datare: aprilie 1934 Școală: Atelier românesc Dimensiuni: L:85; l:55 mm Material: Realizată pe hârtie fotografică, alb-negru. | În fotografie apar patru persoane. Primul din partea stângă este preotul Constantin Matasă. În partea dreaptă a personajului feminin distingem figura lui Leon Mrejeriu. În fundal apare podul de la Broșteni, construit pe Domeniul Coroanei. | Complexul Muzeal Județean Neamț. Muzeul de Istorie și Arheologie, Piatra Neamț | Cimec    |
|      | Constantin Durican                                                                | Datare: începutul deceniului IV al sec XX Școală: Atelier românesc Dimensiuni: L:240; l:180 mm Material: Realizată pe hârtie fotografică, alb-negru. | În fotografie apare ofițerul Constantin Durican, șef de birou în cadrul cabinetului mareșalului Ion Antonescu, la masa de lucru. | Complexul Muzeal Județean Neamț. Muzeul de Istorie și Arheologie, Piatra Neamț | Cimec    |
|      | Grup de săteni din satul Tarcău                                                   | Datare: deceniul III al sec. XX Școală: Atelier românesc Dimensiuni: L:230; l:165 mm Material: Realizată pe hârtie fotografică, alb-negru. | În fotografie apar locuitorii satului Tarcău. Majoritatea sunt îmbrăcați în costume populare. | Muzeul de Istorie și Etnografie Bicaz, Neamț                                   | Cimec    |
|      | Clădirea administrației Domeniului Coroanei Bicaz                                 | Datare: 1/4 sec. XX Școală: Atelier românesc Dimensiuni: L:130; l:80 mm Material: Realizată pe hârtie fotografică, sepia. | În fotografie apare clădirea administrației Domeniului Coroanei Bicaz, aflată în proximitatea palatului familiei regale. | Muzeul de Istorie și Etnografie Bicaz, Neamț                                   | Cimec    |
|      | Vizita familiei princiare a României la Piatra-N.                                 | Datare: 15 august 1901 Școală: Atelier românesc Dimensiuni: L:400; l:300 mm Material: Realizată pe hârtie fotografică, sepia. Fotografia este lipită pe carton.                                                                                                 | Imaginea redă un grup de persoane. În primul rând se afă oficialitățile de prim rang ale județului Neamț. Fotografia a fost realizată în fața clădirii Prefecturii județului Neamț. Clădirea era ornată cu brad și drapele. Pe carton, sub fotografie apare următorul text: „Fotografiat în diua de 15 August 1901/cu ocazia venirii A.A.L.L.R.R. Principele Ferdinand și Principesa Maria”. | Muzeul de Istorie și Etnografie Bicaz, Neamț                                   | Cimec    |
|      | Personalul Domeniului Coroanei Bicaz                                              | Datare: 1935 Școală: Adolph Chevallier Dimensiuni: L:290; l:215 mm Material: Este realizată pe hârtie fotografică. Fotografia sepia este lipită pe carton. | În fotografie, realizată în natură, apare personalul Domeniului Coroanei Bicaz. Administratorul Domeniului apare în rândul al doilea de jos, în centru, având lângă el un copil. În primul rând de jos, stau întinși patru pădurari. | Muzeul de Istorie și Etnografie Bicaz, Neamț                                   | Cimec    |
|      | Reprezentație în sala Teatrului sătesc Ion Kalinderu din Bicaz                    | Datare: 1920 Școală: Atelier românesc Dimensiuni: L:225; l:165 mm Material: Este realizată pe hârtie fotografică. Fotografia sepia este lipită pe carton. | În fotografie apare trupa Teatrului sătesc Ion Kalinderu din Bicaz. Titlul reprezentației oferite locuitorilor de pe Domeniul Coroanei de către tinerii artiști îl aflăm chiar din fotografie. Jos, pe scenă, este așezată o cutie pe care este scrisă denumirea piesei: „Sfârșitul pământului”. | Muzeul de Istorie și Etnografie Bicaz, Neamț                                   | Cimec    |
|      | Școala primară din Cut, județul Neamț Autor: Steinberg, Leopold                   | Datare: 19-20 iunie 1904 Școală: Fotografia Centrală Dimensiuni: L:360; l:220 mm Material: Realizată pe hârtie fotografică, sepia. Fotografia este lipită pe carton.                                                                                            | În prim plan apar profesori și elevi. În față, pe primul rând, format exclusiv din elevi (purtând costume populare) se află un glob pământesc (material didactic). Unii dintre profesori și dintre elevi țin în mână buchete de flori. În spatele grupului se vede clădirea școlii din Cut. Pe o tablă, prinsă de unul din stâlpii clădirii este scris următorul text: Cut județul Neamț/Cercul de esaminare a clasei a V-a de la școlile din Cut, Doina, Dochia și Slobodia la 19 și 20 iunie 1904. | Complexul Muzeal Județean Neamț. Muzeul de Istorie și Arheologie, Piatra Neamț | Cimec    |
|      | Leon Mrejeriu                                                                     | Datare: deceniul III al sec. XX Școală: Atelier Julietta Dimensiuni: L:137; l:90 mm Material: Realizată pe hârtie fotografică, sepia. | Leon Mrejeriu apare îmbrăcat în costum popular, purtând decorațiile pe care le-a primit în urma participării sale la războaiele balcanice și la Primul Război Mondial: de la stânga la dreapta, Ordinul „Steaua României”, Ordinul „Coroana României”, Ordinul „Mihai Viteazul” etc. | Complexul Muzeal Județean Neamț. Muzeul de Istorie și Arheologie, Piatra Neamț | Cimec    |
|      | Șnur de prins la gât sub gulerul cămășii (ținută diurnă)                          | Datare: început sec. XX Școală: atelier românesc Dimensiuni: L= 90 cm Material: fire de mătase, răsucire, cu canafi la capete (de culoare crem) | Accesoriu de vestimentație cotidiană, se înnoda sub gulerul cămășii, fabricat prin răsucirea unor fire de mătase colorată, cu nod și canaf la capete | Muzeul Memorial „Calistrat Hogaș”, Piatra Neamț                                | Cimec    |
|      | Șnur pentru legat la gât sub gulerul cămășii (vestimențatie diurnă)               | Datare: început sec. XX Școală: atelier românesc Dimensiuni: L= 90 cm Material: fire de mătase răsucite, culoare verde, înnodate la capete și cu canafi | Fir din mătase colorata verde, realizat prin răsucire și înnodare la capete, cu canafi, accesoriu de vestimentație masculină. | Muzeul Memorial „Calistrat Hogaș”, Piatra Neamț                                | Cimec    |
|      | Șnur de prins la gât sub gulerul cămășii (vestimentație masculină diurnă)         | Datare: început sec. XX Școală: atelier românesc Dimensiuni: L= 90 cm Material: șnur din fire de mătase verde răsucite, înnodate la capete, cu canaf (se purta la gât, sub gulerul cămășii, la ținuta bărbătească)                                              | Șnur realizat prin răsucirea mai multor fire de mătase verde, înnodat la capete, cu canaf, se purta sub gulerul cămășii bărbătești | Muzeul Memorial „Calistrat Hogaș”, Piatra Neamț                                | Cimec    |
|      | Baston                                                                            | Datare: sfârșit sec. XIX Școală: atelier necunoscut Dimensiuni: 95 cm Material: lemn prelucrat la cald, strunjit, placat cu argint | Decorațiuni geometrice realizate cu ținte din argint, două tăblițe din argint pentru consolidare la mâner, culoare brună. | Muzeul Memorial „Calistrat Hogaș”, Piatra Neamț                                | Cimec    |
|      | Fabrica de mucava                                                                 | Datare: Începutul secolului XX Școală: Necunoscut Descoperit: jud. Neamț, Piatra Neamț Dimensiuni: L:310; l:243 Material: Hârtie fotografică, fotografiere sepia.                                                                                               | Interior al Fabricii de Mucava din Piatra Neamț. În prim plan apar trei utilaje. | Complexul Muzeal Județean Neamț. Muzeul de Istorie și Arheologie, Piatra Neamț | Cimec    |
|      | Fabrica de mucava                                                                 | Datare: Începutul secolului XX Școală: Ad. A. Chevallier Descoperit: jud. Neamț, Piatra Neamț Dimensiuni: L:285; l:222 Material: Hârtie fotografică, fotografiere sepia.                                                                                        | Interior al Fabricii de Mucava din Piatra Neamț. În prim plan apar două cuve din lemn. | Complexul Muzeal Județean Neamț. Muzeul de Istorie și Arheologie, Piatra Neamț | Cimec    |
|      | Fabrica de Mucava                                                                 | Datare: Începutul secolului XX Școală: Necunoscut Descoperit: jud. Neamț, Piatra Neamț Dimensiuni: L:290 mm; l:223 mm Material: Fotografia sepia este lipită pe carton.                                                                                         | Fotografia reprezintă un interior al Fabricii de Mucava (viitoarea Fabrică Comuna din Paris) din Piatra-Neamț la început de secol XX. În prim plan apar utilaje, iar în fundal bușteni. Inaugurată în anul 1908, fabrica deținea în anul 1912 o mașină de hârtie, iar din 1927 o mașină de carton. | Complexul Muzeal Județean Neamț. Muzeul de Istorie și Arheologie, Piatra Neamț | Cimec    |
|      | George Enescu                                                                     | Datare: Anul 1943 Școală: Necunoscut Dimensiuni: L:207; l:160 mm Material: Fotografia sepia este lipită pe carton | Fotografia îl reprezintă pe George Enescu, profil dreapta. În colțul din dreapta jos, apare anul 1943. | Complexul Muzeal Județean Neamț. Muzeul de Istorie și Arheologie, Piatra Neamț | Cimec    |
|      | Comandanții Regimentului 15 Războieni Autor: Steinberg, Leopold                   | Datare: 1906 Școală: Fotografia centrală Descoperit: jud. Neamț, Piatra Neamț Dimensiuni: L:370; l:279 mm Material: carton;litografiere; | Litografia a fost realizată în anul 1906, cu ocazia aniversării a 40 de ani de domnie de către Regele Carol I. Regimentul 15 Războieni a fost înfințat în anul 1877 ca urmare a reorganizării armatei române. Litografia are două registre: în registrul de sus o acvilă cu aripile desfăcute ține stema regatului, încadrată de anii 1806-1906, iar dedesubt sunt reproduse portretele comandanților regimentului din Piatra Neamț, din perioada 1877-1905. Registrul de jos redă Istoricul Regimentului. În colțul din dreapta, jos, apare un soldat al regimentului, cu o baionetă în mână. | Complexul Muzeal Județean Neamț. Muzeul de Istorie și Arheologie, Piatra Neamț | Cimec    |
|      | Ioan Ștefănescu                                                                   | Datare: Perioada interbelică Școală: Necunoscut Descoperit: jud. Neamț, Piatra Neamț Dimensiuni: L:135; l:86 mm Material: hârtie fotografică; fotografiere alb-negru                                                                                            | În fotografie apare Ioan Ștefănescu, în uniformă de ofițer superior de artilerie. | Complexul Muzeal Județean Neamț. Muzeul de Istorie și Arheologie, Piatra Neamț | Cimec    |
|      | Albumul județului Neamț Autor: Alexandru, Antoniu                                 | Datare: 1901 Descoperit: jud. Neamț, Piatra Neamț Dimensiuni: L:415;l:320 mm Material: Fotografiile sepia sunt lipite pe filele din carton. | Albumul conține 65 de fotografii, fiind editat de Mitropolia Moldovei și Bucovinei. Fotografiile redau imagini ale unor edificii laice și religioase de pe teritoriul județului Neamț, din localitățile Piatra Neamț (Piatra), Bălțătești, Neamț (Târgu Neamț), Buhuși și Bicaz. Merită menționate următoarele imagini: Primăria orașului Piatra, prefectura județului, Casieria județului, placa comemorativă din Biserica "Sf. Ioan", ctitorie a voievodului Ștefan cel Mare, Băile Bălțătești, proprietatea Dr. Cantemir, vedere generală a orașului Neamț, Cetatea Neamțului, costume naționale din zona Neamț, Bicaz, Mănăstirile Neamț, Agapia, Văratic, Războieni, Bistrița, Bisericani, Pângarați și fotografiile unor obiecte de cult extrem de valoroase deținute în anul 1901 de mănăstirile menționate.                                                               | Complexul Muzeal Județean Neamț. Muzeul de Istorie și Arheologie, Piatra Neamț | Cimec    |
|      | Chipiu de ofițer                                                                  | Datare: 2/4 secolul XX Școală: Zissu Descoperit: jud. Neamț, Piatra Neamț Dimensiuni: DL: 230; DLA: 190.; I: 105 mm Material: postav; fir; carton, metal ; coasere; imprimare,turnare                                                                           | Chipiul este confecționat în întregime din postav subțire, de culoare neagră. Are o bandă aurie la mijloc. În partea din față, în centru, se află o cocardă peste care se suprapune un galon fixat cu un nasture din metal galben pe care sunt reprezentate în relief două tunuri încrucișate și o grenadă (semnul armei artileriei). Sub însemn, coroana regală timbrează cifra regelui Carol al II-lea, însoțită de sloganul "Nimic fără Dumnezeu". Are calota rotundă, decorată la exterior cu motive vegetale din fir auriu, dispuse în formă de cruce. Cozorocul semicircular, lăcuit negru este îmbrăcat în carton. Pe calotă, în interior se află marca autorului: "CEAPRĂZĂRIA MILITARĂ DE LUX LA ZISSU GALAȚI Str. G.l. Berthelot". | Complexul Muzeal Județean Neamț. Muzeul de Istorie și Arheologie, Piatra Neamț | Cimec    |
|      | Tunică de ofițer                                                                  | Datare: 2/4 secolul XX Școală: Magazinul Belgian Descoperit: jud. Neamț, Piatra Neamț Dimensiuni: Lveston:800, lveston:500 mm. Material: Uniformă din postav și catifea, cusută; broderie aplicată din fir metalic;nasturi din metal comun                      | Tunica de ofițer superior, este din postav maro. Pe gulerul din catifea neagră sunt însemnele artileriei - o grenadă cu bombă și flăcări în șapte vârfuri (fir metalic auriu); pe umeri, galonul gradelor superioare este din fir auriu. Are două rânduri a câte șapte nasturi metalici aurii, având gravat însemnul artileriei, două tunuri încrucișate și o grenadă. Pe buzunarul din interior, stânga-sus, este trecută marca atelierului: "Magazinul Belgian Galați Str. Domnească". | Complexul Muzeal Județean Neamț. Muzeul de Istorie și Arheologie, Piatra Neamț | Cimec    |
|      | Binoclu                                                                           | Datare: Al doilea război mondial Școală: Huet&C et Jumelles Flammarion Descoperit: jud. Neamț, Piatra Neamț Dimensiuni: L:148; Grosime:60 mm Material: sticlă; piele; metal; turnare; coasere;                                                                  | Binoclul a fost folosit în al doilea război mondial. Are curea și toc din piele. Pe capacul tocului din piele maro, în interior, apare inscripția: "Societe Au-me des Anciens Etabliss-ts Huet & C-ie et Jumelles Flammarion Fournisseurs des Ministeres de la Guerre et de la Marine 114 Rue Du Temple Paris". | Complexul Muzeal Județean Neamț. Muzeul de Istorie și Arheologie, Piatra Neamț | Cimec    |
|      | Cască                                                                             | Datare: Al doilea război mondial Școală: German Descoperit: jud. Neamț, Piatra Neamț Dimensiuni: H:165; D maxim: 275 mm Material: metal; turnare | Casca este M1942, fără emblemă (Vulturul german purtând zvastica). Interiorul este incomplet . Curelele din piele lipsesc. Reprezintă o captură de război. | Complexul Muzeal Județean Neamț. Muzeul de Istorie și Arheologie, Piatra Neamț | Cimec    |
|      | Divizia VII la Budapesta                                                          | Datare: Septembrie - Octombrie 1919 Descoperit: jud. Neamț, Piatra Neamț Dimensiuni: L:415; l:310 mm Material: Fotografiile sepia sunt lipite pe file din carton.                                                                                               | Albumul conține 113 fotografii sepia și alb-negru, având dimensiuni diferite, reprezentând pe: generalul Constantin Dumitrescu, comandantul Diviziei a VII a, colonelul Iordăchescu, comandantul Brigadei 13 Infanterie, ofițerii Regimentului 15 Infanterie în cazarma de la Rakospalota, Batalionul II din Regimentul 15 Infanterie din Piatra Neamț în cazarma din Ujpest, Budapesta, trecerea în revistă a trupelor Regimentului 15 Infanterie de către Constantin Diamandy, înalt comisar al guvernului român în Ungaria, numit după ocuparea Budapestei în august 1919, Regimentul 22 Artilerie în cazarma Andrassy din Budapesta, imagini din Spitalul Militar No.1 din Budapesta, brutăria de campanie a Diviziei a VII-a la Budapesta, membrii misiunii interalitae la Budapesta, etc.                                                                                   | Complexul Muzeal Județean Neamț. Muzeul de Istorie și Arheologie, Piatra Neamț | Cimec    |
|      | Muntele Ceahlău                                                                   | Datare: Perioada interbelică Școală: Adolphe Chevallier Descoperit: jud. Neamț, Piatra Neamț Dimensiuni: L:278; l:238 Material: Fotografia este realizată pe un carton special, fotografiere alb negru.                                                         | În imagine apare stânca Panaghia din masivul Ceahlău, văzută de pe vârful Toaca. | Complexul Muzeal Județean Neamț. Muzeul de Istorie și Arheologie, Piatra Neamț | Cimec    |
|      | Surparea Muntelui Cozla Autor: Alexandru, Antoniu                                 | Datare: 31 mai 1897 Descoperit: jud. Neamț, Piatra Neamț Dimensiuni: L:323; l:245 Material: Hârtie fotografică lipită pe carton, fotografiere sepia. | Fotografia redă o imagine de ansamblu a Străzii Ștefan cel Mare din Piatra Neamț la sfârșit de secol XIX. În prim plan apare muntele Cozla, surpat. În urma acestor alunecări de teren a fost amenajat Parcul Cozla de către primarul Nicu Albu. Terenul a fost consolidat prin plantarea de pini și brazi. În imagine pot fi identificate edificii importante: Biserica "Sf. Ioan" și Turnul clopotniță, ctitorii ale voievodului Ștefan cel Mare, clădirea primului Spital din Piatra Neamț, datând din anul 1863. | Complexul Muzeal Județean Neamț. Muzeul de Istorie și Arheologie, Piatra Neamț | Cimec    |
|      | Surparea Muntelui Cozla Autor: Alexandru, Antoniu                                 | Descoperit: jud. Neamț, Piatra Neamț Dimensiuni: L:323; l:245 Material: Hârtie fotografică lipită pe carton, fotografiere sepia. | În prim plan apare muntele Cozla surpat. La baza muntelui remarcăm 4 siluete masculine și urmele unor locuințe, afectate de prăbușirile de teren. În fundal se disting clădirile aflate pe strada Ștefan cel Mare, inclusiv Turnul clopotniță și Catedrala Sf. Ioan. | Complexul Muzeal Județean Neamț. Muzeul de Istorie și Arheologie, Piatra Neamț | Cimec    |
|      | Colonelul Ilie Crețulescu                                                         | Datare: Perioada interbelică Școală: Necunoscut Descoperit: jud. Neamț, Piatra Neamț Dimensiuni: L:175; L:110 mm Material: Fotografia sepia este realizată pe hârtie specială.                                                                                  | Fotografia îl reprezintă pe colonelul Ilie Crețulescu, fost comandant al Regimentului 15 Infanterie din Piatra-Neamț, în perioada 01.04.1938-26.02.1939,în uniformă de paradă. După terminarea celui de-al doilea război mondial generalul de divizie Ilie Crețulescu a fost comandantul Corpului de Grăniceri, 15 august 1945-iunie 1947. | Complexul Muzeal Județean Neamț. Muzeul de Istorie și Arheologie, Piatra Neamț | Cimec    |
|      | Tabacheră                                                                         | Datare: Al doilea război mondial Școală: Necunoscut Descoperit: jud. Neamț, Piatra Neamț Dimensiuni: L:200 mm Material: metal comun; turnare, ciocănire | Tabachera, din metal galben argintat, de formă pătrată, a fost folosită de Emanoil Lupei, comandantul companiei a 10-a din Regimentul 50 Infanterie al Diviziei 35-a Infanterie, în perioada celui de-al doilea război mondial. A fost confiscată de la un prizonier sovietic. Corpul superior al tabacherei, capacul, este decorat în relief, cu o compoziție constând dintr-un cap de cal, amplasat într-o potcoavă, și o cravașă. În interior există două benzi elastice de culoare galbenă și un bilet conținând un text semnat de generalul Emanoil Lupei, care explică semnificația piesei. | Complexul Muzeal Județean Neamț. Muzeul de Istorie și Arheologie, Piatra Neamț | Cimec    |
|      | Cască                                                                             | Datare: 1938 Școală: Românesc Descoperit: jud. Neamț, Piatra Neamț Dimensiuni: L: 285; l:232; I:160 mm Material: metal; turnare; | Casca este realizată prin presare dintr-o singură foaie de tablă, cu un bor ușor răsfrânt, cozoroc scurt, fiind alungită spre spate pentru protecția cefei. Din anul 1938 s-a folosit pentru trupele de elită o cască modernă produsă în Belgia (în anul 1926). Indicativul belgian M26 al căștii a fost schimbat pentru varianta românească în M38. În partea din față, în centru, casca are un medalion cu cifra regelui Carol II, surmontată de coroana regală. | Complexul Muzeal Județean Neamț. Muzeul de Istorie și Arheologie, Piatra Neamț | Cimec    |
|      | Stilet de ofițer                                                                  | Datare: Perioada interbelică Școală: Reutenbacher Descoperit: jud. Neamț, Piatra Neamț Dimensiuni: L:285; l:210 mm Material: Este realizat prin turnare din inox.                                                                                               | Pumnalul, md. 1930, a fost folosit de ofițerii de uscat ai armatei române. Modelul a fost adoptat prin Înaltul decret regal nr. 3667 din 7 noiembrie 1930 și se purta la ținutele de zi și de campanie. Pumnalul are lama dreaptă, cu dublu tăiș, având inscipționat pe ea numele atelierului "Reutenbacher". În partea anterioară a mânerului este fixat un belciug. Mânerul are la partea superioară un cap de acvilă, iar dedesubt este aplicată cifra regelui Carol al II-lea, surmontată de coroana regală. Garda pumnalului este simplă. Teaca pumnalului este din metal nichelat, prevăzută cu un bumb la extermitate și o agrafă alungită pentru fixarea baionetei. | Complexul Muzeal Județean Neamț. Muzeul de Istorie și Arheologie, Piatra Neamț | Cimec    |
|      | Coif de paradă                                                                    | Datare: Perioada regelui Carol al II-lea Școală: Românesc Descoperit: jud. Neamț, Piatra Neamț Dimensiuni: L:290; l:235 mm Material: Casca este realizată din piele și metal inoxidabil.                                                                        | Este un coif din piele, model Pickelhaube. Calota semisferică, de culoare verde, este prevăzută cu un vârf reprezentat de o creastă din metal alb care are fixată în partea din față un vultur cu aripile deschise. Vizierea simicirculară și apărătoarea de ceafă sunt realizate din piele neagră, lăcuită, cu marginea din metal alb. Deasupra vizierei/cozorocului, pe calotă, se află coroana regală. Modelul original avea amplasat între vultur și vizieră, cifra regelui Carol al II-lea. Aceasta lipsește de pe casca în discuție, pe calotă remarcându-se orificiul în care se prindea cifra regală. În părțile laterale, calota prezintă două discuri, decorate în culoarea tricolorului, de acestea fixându-se cureaua metalică, de prindere sub bărbie. | Complexul Muzeal Județean Neamț. Muzeul de Istorie și Arheologie, Piatra Neamț | Cimec    |
|      | Tunică de maior                                                                   | Datare: Perioada domniei regelui Carol al II-lea Școală: T. Srulovici Descoperit: jud. Neamț, Piatra Neamț Dimensiuni: Lveston:800, lveston:500 mm. Material: Uniformă din postav și catifea, cusută; broderie aplicată din fir metalic;nasturi din metal comun | Tunica de ofițer superior, maior, este din postav maro. Pe gulerul din catifea neagră sunt însemnele artileriei - o grenadă cu bombă și flăcări în șapte vârfuri (fir metalic auriu); pe umeri, galonul gradelor superioare este din fir auriu. Are două rânduri a câte șapte nasturi metalici aurii, având gravat însemnul artileriei, două tunuri încrucișate și o grenadă. Pe buzunarul din interior, stânga-sus, este trecută marca atelierului: "T. SRULOVICI FURNIZORUL CASEI REGALE". | Complexul Muzeal Județean Neamț. Muzeul de Istorie și Arheologie, Piatra Neamț | Cimec    |
|      | Brevet pentru Ordinul Militar "Mihai Viteazul", clasa a III-a                     | Datare: 19 martie 1943 Descoperit: jud. Neamț, Piatra Neamț Dimensiuni: L: 350; I:240 mm Material: Textul este redactat pe carton. | Tipărit cu cerneală neagră pe suport de carton. Emis de Regele Mihai I și Ion Antonescu, Mareșal al României/Șef al Statului. A fost conferit lui Constantin Durican din Regimentul 1 Artilerie Moto, pentru bravură și pricepere arătate în timpul luptelor de la Korothovskij și Ossi Nowskij. "În noaptea de 21/22 noiembrie 1942 la Winterlager a sustras ariergarda Diviziei care se găsea în strâns contact cu inamicul". | Complexul Muzeal Județean Neamț. Muzeul de Istorie și Arheologie, Piatra Neamț | Cimec    |
|      | Constantin Durican                                                                | Datare: 2/4 secolul XX Școală: Necunoscut Descoperit: jud. Neamț, Piatra Neamț Dimensiuni: L:230; l:180 mm Material: hârtie fotografică; fotografiere alb negru;                                                                                                | În fotografie apare căpitanul Constantin Durican, la masa de lucru, cercetând o hartă militară. Constantin Durican a fost șef de cabinet al mareșalului Ion Antonescu. | Complexul Muzeal Județean Neamț. Muzeul de Istorie și Arheologie, Piatra Neamț | Cimec    |
|      | Brevet pentru Medalia Crucea de Război Cehoslovacă                                | Datare: 4 septembrie 1948 Descoperit: jud. Neamț, Piatra Neamț Dimensiuni: L:295; l:210 mm Material: carton;imprimare | Brevetul conferă post-mortem sublocotenentului C. Mihai Oprea medalia Crucea de război Cehoslovacă 1939. C.M. Oprea a decedat pe teritoriul Cehoslovaciei, în munții Tatra, în februarie 1945. Brevetul a fost emis în numele președintelui Republicii Cehoslovacia, Klement Gottwald la data de 4 septembrie 1948. | Complexul Muzeal Județean Neamț. Muzeul de Istorie și Arheologie, Piatra Neamț | Cimec    |
|      | Sublocotenentul C. Mihai Oprea                                                    | Datare: 2/4 secolul XX Școală: Necunoscut Descoperit: jud. Neamț, Piatra Neamț Dimensiuni: L:80; l:57 mm Material: hârtie fotografică; fotografiere alb negru;                                                                                                  | Fotografia îl reprezintă pe sublocotenentul C. Mihai Oprea în uniformă militară. | Complexul Muzeal Județean Neamț. Muzeul de Istorie și Arheologie, Piatra Neamț | Cimec    |
|      | Chipiu de căpitan                                                                 | Datare: Perioada domniei regelui Carol al II-lea Școală: Adolf Schiller Descoperit: jud. Neamț, Piatra Neamț Dimensiuni: DL: 230; DLA: 190.; I: 105 mm Material: postav; fir; carton, metal ; coasere; imprimare,turnare                                        | Chipiul este confecționat în întregime din postav subțire, de culoare neagră. Are o bandă aurie la mijloc. În partea din față, în centru, se află o cocardă peste care se suprapune un galon fixat cu un nasture din metal galben pe care sunt reprezentate în relief două tunuri încrucișate și o grenadă (semnul armei artileriei) . Are calota rotundă, decorată la exterior cu motive vegetale din fir auriu, dispuse în formă de cruce. Cozorocul semicircular, lăcuit negru este îmbrăcat în carton. În interior, chipiul are căptușeală din atlas, de culoare roșie. Pe calotă, în interior se află marca autorului, cu litere de culoare galbenă "ADOLF SCHILLER FURNIZOR de equipamente militare HOTEL DE FRANCE BUCUREȘTI". | Complexul Muzeal Județean Neamț. Muzeul de Istorie și Arheologie, Piatra Neamț | Cimec    |
|      | Tunică general-maior de infanterie M1937                                          | Datare: 1937 Descoperit: jud. NEAMȚ, Piatra Neamț Dimensiuni: L:840 mm Material: Stofă de lână, fir de bumbac, metal; coasere; | Tunica este bleumarin, fără buzunare. Se încheie la un rând de șapte nasturi cu însemnul de armă. Gulerul, drept, este în întregime brodat cu frunze de stejar. Pe epoleți este aplicată steaua în cinci colțuri. Epoleții sunt prevăzuți cu franjuri. Pe manșetă, mai sus de margine, are cusut galonul de grad. În interior, căptușeala este refăcută. | Complexul Muzeal Județean Neamț. Muzeul de Istorie și Arheologie, Piatra Neamț | Cimec    |
|      | Caschetă                                                                          | Datare: 1937 Școală: Schiller Descoperit: jud. NEAMȚ, Piatra Neamț Dimensiuni: D: 300 mm Material: stofă, piele, metal; coasere | Caschetă cu calotă de formă rotundă, este confecționată din stofă de culoare albă. Banda este albastră. Pe bandă, în partea din față, este montată o placă circulară metalică, argintie pe care se află steaua cu cinci colțuri, înconjurată de o ghirlandă din frunze de stejar, având deasupra fixată coroana regală. Cozorocul este din piele neagră, lăcuită, având pe toată suprafața frunze de stejar. Captușeala este din atlas și are scris pe ea „CEAPRĂZĂRIA SCHILLER/ LIPSCANI 6 /BUCUREȘTI”. | Complexul Muzeal Județean Neamț. Muzeul de Istorie și Arheologie, Piatra Neamț | Cimec    |
|      | Porthartă                                                                         | Datare: Al doilea război mondial Descoperit: jud. NEAMȚ, Piatra Neamț Dimensiuni: L: 260; l:180 mm Material: piele, metal; coasere | Geanta, din piele maro, are cinci compartimente. I-a aparținut colonelului Gheorghe Vasilescu, fost comandant al Regimentului 15 Infanterie din Piatra-Neamț, în perioada 1 decembrie 1944-4 aprilie 1945. | Complexul Muzeal Județean Neamț. Muzeul de Istorie și Arheologie, Piatra Neamț | Cimec    |
|      | Mască de gaze                                                                     | Datare: Al patrulea deceniu al secolului XX Școală: Necunoscut Descoperit: jud. NEAMȚ, Piatra Neamț Dimensiuni: L:190 mm Material: sticlă; piele; metal; | A fost folosită în timpul celui de-al doilea război mondial de către generalul Nicolae Dăscălescu, pentru protecția feței, a ochilor și a căilor respiratorii de acțiunea substanțelor toxice. Tuburile de aer lipsesc. În interior apare inscrpția: II/FMP/M-d 36/IX-39/259/937. | Complexul Muzeal Județean Neamț. Muzeul de Istorie și Arheologie, Piatra Neamț | Cimec    |
|      | Depunerea Jurământului Învățătorilor din Județul Neamț                            | Datare: Anul 1923 Școală: Necunoscut Descoperit: jud. NEAMȚ, Piatra Neamț Dimensiuni: L:295; l:215 mm Material: Fotografia sepia este lipită pe carton. | Fotografia de grup a fost realizată cu prilejul depunerii jurământului de către învățătorii din județul Neamț, pe treptele Palatului Administrativ din Piatra-Neamț, sediu al prefecturii iar din 1980 al Muzeului de Istorie și Arheologie. Alături de învățători (de ex. învățătorii Dorohonceanu, tatăl și fiul) apar și alte personalități nemțene. În primul rând, al treilea personaj din partea dreaptă, este prefectul județului Neamț Leon Mrejeriu, îmbrăcat în costum popular. Profesoara Eufrosina Săvescu, profesorul Drăgan fac și ei parte din grup. Deasupra ușii de intrare, pe clădire, apare stema județului Neamț. | Complexul Muzeal Județean Neamț. Muzeul de Istorie și Arheologie, Piatra Neamț | Cimec    |
|      | Busolă                                                                            | Datare: Al doilea război mondial Școală: Întreprinderea Optică Română Descoperit: jud. NEAMȚ, Piatra Neamț Dimensiuni: L: 70; l:65 mm Material: metal, sticlă, piele; turnare; suflare                                                                          | Busola a aparținut generalului de corp de armată Nicolae Dăscălescu. Cadranul busolei este montat într-o cutie metalică (aluminiu), (primul model brevetat în anul 1902 avea carcasa din lemn). Pe cadran apare inscripția: ORIGINAL BEZARD. Punctele cardinale sunt trecute în limba română. Particularitatea acestui tip de busolă constă în montarea deasupra cadranului a unei oglinzi metalice, care se ridică. Busola se păstrează într-un toc de piele de culoare maro. | Complexul Muzeal Județean Neamț. Muzeul de Istorie și Arheologie, Piatra Neamț | Cimec    |
|      | Casa Națională Regina Maria din Piatra-Neamț                                      | Datare: P2/4 secolul XX Școală: A.A. Chevallier Descoperit: jud. NEAMȚ, Piatra Neamț Dimensiuni: L: 135; L:85 mm Material: hârtie fotografică; fotografiere alb-negru;                                                                                          | În fotografie apare clădirea Casei Naționale Regina Maria din Piatra-Neamț, devenită începând cu anul 1934 sediul Muzeului Regional-Arheologic, singurul muzeu exclusiv arheologic din Moldova. Muzeul a fost fondat de părintele Constantin Matasă. | Complexul Muzeal Județean Neamț. Muzeul de Istorie și Arheologie, Piatra Neamț | Cimec    |
|      | Școala din Boțești                                                                | Datare: perioada interbelică Școală: Necunoscut Descoperit: jud. NEAMȚ, Piatra Neamț Dimensiuni: L:285; l:195 mm Material: hârtie fotografică; fotografiere sepia;                                                                                              | În fotografie apare noua clădire a Școlii din Boțești iar în fața acesteia un grup format din elevi și cadre didactice. | Complexul Muzeal Județean Neamț. Muzeul de Istorie și Arheologie, Piatra Neamț | Cimec    |
|      | Școala normală de băieți Piatra Neamț                                             | Datare: Perioada interbelică Școală: Necunoscut Descoperit: jud. NEAMȚ, Piatra Neamț Dimensiuni: L:270; l:185 mm Material: hârtie fotografică; fotografiere sepia;                                                                                              | În fotografie apare clădirea Școlii normale de băieți din Piatra Neamț iar în fața acesteia un grup de elevi și profesori. | Complexul Muzeal Județean Neamț. Muzeul de Istorie și Arheologie, Piatra Neamț | Cimec    |
|      | Școala primară din Bărgăoani, județul Neamț                                       | Datare: perioada interbelică Școală: Necunoscut Descoperit: jud. NEAMȚ, Piatra Neamț Dimensiuni: L:280; l:210 mm Material: Fotografia sepia este lipită pe carton.                                                                                              | În fotografie apar elevii și învățătorii Școlii primare din Bârgăoani, în fața clădirii recent inaugurate. | Complexul Muzeal Județean Neamț. Muzeul de Istorie și Arheologie, Piatra Neamț | Cimec    |
|      | Teatrul din Piatra Neamț                                                          | Datare: deceniul IV al secolului XX Școală: Necunoscut Descoperit: jud. NEAMȚ, Piatra Neamț Dimensiuni: L:290; L:203 mm Material: hârtie fotografică; fotografiere alb-negru;                                                                                   | Fotografia prezintă clădirea Teatrului din Piatra-Neamț în construcție. În fața teatrului apare un grup de persoane. Se observă și statuia lui Mihai Kogălniceanu. | Complexul Muzeal Județean Neamț. Muzeul de Istorie și Arheologie, Piatra Neamț | Cimec    |
|      | Colonelul Gheorghe Vasilescu                                                      | Datare: Anul 1940 Școală: A. A. Chevallier Descoperit: jud. NEAMȚ, Piatra Neamț Dimensiuni: L: 138; I:87 mm Material: Fotografiere sepia. | Fotografia îl reprezintă pe lt. Col. Gheorghe Vasilescu, în uniformă militară. Gheorghe Vasilescu a fost comandant al Regimentului 15 Războieni din Piatra-Neamț în perioada 1 decembrie 1944-4 aprilie 1945. | Complexul Muzeal Județean Neamț. Muzeul de Istorie și Arheologie, Piatra Neamț | Cimec    |
|      | Regimentul 32 „Mircea Vodă" la Mărășești                                          | Datare: August-Decembrie 1917 Descoperit: jud. NEAMȚ, Piatra Neamț Dimensiuni: L:245; l:170 mm Material: Fotografiile sepia sunt lipite pe carton. | Albumul conține 33 de fotografii, format 9/14. Acestea redau participarea Regimentului 32 „Mircea Vodă” la Primul Război Mondial, în luptele de la Mărășești: membrii regimentului, slujba religioasă, oficiată de preotul militar înainte de începerea luptelor, urmările conflictului – distrugerea edificiilor laice și religioase (gara, hotelul, biserica, castelul Negroponte – Negroponte a fost primarul orașului Mărășești, viitorul socru al generalului Eremia Grigorescu), aspecte din timpul operațiunilor militare, din tranșee. Coperțile sunt din carton. | Complexul Muzeal Județean Neamț. Muzeul de Istorie și Arheologie, Piatra Neamț | Cimec    |
|      | Laboratorul Vorel Piatra-Neamț                                                    | Datare: Perioada interbelică Școală: A.A. Chevallier Descoperit: jud. NEAMȚ, Piatra Neamț Dimensiuni: L: 157; l:110 mm Material: Fotografia alb negru este realizată pe hârtie specială.                                                                        | Fotografia înfățizează un aspect din sala de prepare a medicamentelor a laboratorului Vorel din Piatra Neamț. În partea stângă apare Teodor Vorel, unul din proprietarii Laboratorului. | Complexul Muzeal Județean Neamț. Muzeul de Istorie și Arheologie, Piatra Neamț | Cimec    |
|      | Laboratorul Vorel din Piatra Neamț                                                | Datare: Perioada interbelică Școală: A.A. Chevallier Descoperit: jud. NEAMȚ, Piatra Neamț Dimensiuni: L:158; l:105 mm Material: hârtie fotografică; fotografiere alb-negru                                                                                      | În fotografie apare clădirea Laboratorului Vorel din Piatra Neamț. În plan îndepărtat se vede turla bisericii Sf. Trei Ierhahi. | Complexul Muzeal Județean Neamț. Muzeul de Istorie și Arheologie, Piatra Neamț | Cimec    |
|      | Învățătorii din județul Neamț                                                     | Datare: începutul sec. XX Școală: Necunoscut Descoperit: jud. NEAMȚ, Piatra Neamț Dimensiuni: L:380; l:240 mm Material: carton; fotografiere sepia; | În fotografie apar învățătorii din județul Neamț participanți la Conferința generală a învățătorilor din aprilie 1902. | Complexul Muzeal Județean Neamț. Muzeul de Istorie și Arheologie, Piatra Neamț | Cimec    |
|      | Sarmisegetuza - uvertură pentru orchestră mare Autor: Galinescu, Gavriil          | Datare: înc. sec. XX Descoperit: jud. Neamț Dimensiuni: L: 340 mm; La: 260 mm Material: hârtie; manuscris; tipar | Manuscris muzical realizat de autor, Gavriil Galinescu, când era student la Leipzig - Germania, 1913-1914, pe foi speciale de muzică, care cuprinde 72 pagini, scrise cu cerneală neagră și albastră și creion negru, roșu și albastru. Conține note muzicale și text. Pe ultima pagină este scris: "Gv. Galinescu stud. philos. et mus. Leipzig". | Complexul Muzeal Județean Neamț. Muzeul de Istorie și Arheologie, Piatra Neamț | Cimec    |
|      | Cântece din Munții Neamțului                                                      | Datare: 1/2 sec. XX Descoperit: jud. Neamț Dimensiuni: L: 295 mm; La: 210 mm Material: hârtie; manuscris; cerneală albastră | Manuscris de muzică, are 32 pagini, de autor Gavriil Galinescu, originar din Hangu, județul Neamț. Este intitulat "Cântece din Munții Neamțului" și conține povestire, versuri, portative cu note, comentarii semnate de autor. La pagina 18 este înserată o pagină cu un alt scris. Semnat: Gavriil Galinescu. | Complexul Muzeal Județean Neamț. Muzeul de Istorie și Arheologie, Piatra Neamț | Cimec    |
|      | Ceas                                                                              | Datare: înc. sec. XX Descoperit: jud. Neamț, PIATRA NEAMȚ Dimensiuni: D: 50 mm Material: Capacul din argint gravat cu autograful lui Nicolae Iorga | Ceas de buzunar, de formă circulară, cu două capace remontar și verigă. Pe capacul exterior, din argint, are autograful lui Nicolae Iorga. | Complexul Muzeal Județean Neamț. Muzeul de Istorie și Arheologie, Piatra Neamț | Cimec    |
|      | Ștampilă școlară                                                                  | Datare: 1894 Descoperit: jud. Neamț, com. MĂRGINENI, HOISEȘTI, Școala de la Hoisești Dimensiuni: D: 40 mm Material: metal; turnare | Ștampilă de formă rotundă, din metal, cu inscripția următoare: PLASE ROZNOV JUD. NIAMłU 1894 (pe trei rânduri). Deasupra inscripției, se află o barcă cu o capră, în basorelief. De jur împrejurul ștampilei scrie: ROMANIA, ȘCOLA RURALĂ COTUNE HOISEȘTI COM. MARJINEN. Școala din Hoisești, înființată în 1890. | Complexul Muzeal Județean Neamț. Muzeul de Istorie și Arheologie, Piatra Neamț | Cimec    |
|      | Recipient farmaceutic                                                             | Datare: înc. sec. XX Descoperit: jud. Neamț, PIATRA NEAMȚ, Farmacia Vorel Dimensiuni: Î: 95 mm: D: 51 mm Material: porțelan; imprimat | Recipient din porțelan, de la farmacia regală Vorel, cu capac. Fundul este ușor scobit, iar lateral are imprimat, în chenar verde închis: "ROOB SAMBUCI". Farmacia a fost deschisă în anul 1825; în 1831 este cumpărată de către Anton Vorel, iar în anul 1910 devine Farmacia Regală Vorel, cu laborator. Farmacia producea peste 130 de produse farmaceutice-naturiste foarte apreciate. | Complexul Muzeal Județean Neamț. Muzeul de Istorie și Arheologie, Piatra Neamț | Cimec    |
|      | Recipient farmaceutic                                                             | Datare: înc. sec. XX Descoperit: jud. Neamț, PIATRA NEAMȚ, Farmacia Vorel Dimensiuni: Î: 78 mm: D: 50 mm Material: porțelan; imprimat | Recipient din porțelan, de la farmacia regală Vorel, cu capac. Fundul este ușor scobit, iar lateral are următoarea etichetă, în chenar negru: "PULV. GUMMI ASSA FOETO:". Farmacia a fost deschisă în anul 1825; în 1831 este cumpărată de către Anton Vorel, iar în anul 1910 devine Farmacia Regală Vorel, cu laborator. Farmacia producea peste 130 de produse farmaceutice-naturiste foarte apreciate. | Complexul Muzeal Județean Neamț. Muzeul de Istorie și Arheologie, Piatra Neamț | Cimec    |
|      | Recipient farmaceutic                                                             | Datare: înc. sec. XX Descoperit: jud. Neamț, PIATRA NEAMȚ, Farmacia Vorel Dimensiuni: Î: 140 mm: D: 92 mm Material: porțelan; imprimat | Recipient din porțelan alb, de la fosta Farmacie Vorel. Fundul ușor scobit, fără capac, iar lateral are etichetă: "OL: NUCUM MOSCH:". Farmacia a fost deschisă în anul 1825; în 1831 este cumpărată de către Anton Vorel, iar în anul 1910 devine Farmacia Regală Vorel, cu laborator. Farmacia producea peste 130 de produse farmaceutice-naturiste foarte apreciate. | Complexul Muzeal Județean Neamț. Muzeul de Istorie și Arheologie, Piatra Neamț | Cimec    |
|      | Recipient farmaceutic                                                             | Datare: înc. sec. XX Descoperit: jud. Neamț, PIATRA NEAMȚ, Farmacia Vorel Dimensiuni: Î: 140 mm: D: 68 mm Material: lemn; strunjire; vopsit | Este un recipient din lemn de formă alungită, cilindrică, cu capac, vopsit în culoare neagră, cu următoarea inscripŃie: "PULV BELADONAE RAD". În el se depozitau pulberi de plante. Farmacia a fost deschisă în anul 1825; în 1831 este cumpărată de către Anton Vorel, iar în anul 1910 devine Farmacia Regală Vorel, cu laborator. Farmacia producea peste 130 de produse farmaceutice-naturiste foarte apreciate. | Complexul Muzeal Județean Neamț. Muzeul de Istorie și Arheologie, Piatra Neamț | Cimec    |
|      | Scrumieră                                                                         | Datare: 2/2 sec. XIX Descoperit: jud. Neamț, PIATRA NEAMȚ, Farmacia Vorel Dimensiuni: Î: 22 mm: D: 125 mm Material: ebonită; turnare | Scrumieră rotundă, din ebonită, cu inscripția "Laboratorul Vorel Piatra Neamț", dispusă circular pe marginea superioară. Pe fundul scrumierei, în interior, este înscrisul: "Vorel Piatra Neamț". | Complexul Muzeal Județean Neamț. Muzeul de Istorie și Arheologie, Piatra Neamț | Cimec    |
|      | Matriță                                                                           | Datare: sec. XIX-XX Descoperit: jud. Neamț, ROMAN Dimensiuni: Î: 43 mm: D: 16 mm Material: metal; turnare; batere | Matriță pentru zahăr în formă de „căpățână”. Este din metal, de formă conică. | Complexul Muzeal Județean Neamț. Muzeul de Istorie și Arheologie, Piatra Neamț | Cimec    |
|      | Lampă CFR                                                                         | Datare: sf. sec. XIX - înc. sec. XX Descoperit: jud. Neamț, ROMAN Dimensiuni: Î: 35,5 mm: D: 9,2 mm Material: metal; sticlă; turnare; batere | Lampă folosită de ceferiști pentru manevre. Este din metal, cu bazin circular. Partea de luminozitate este pătrată, cu coș conic înalt. | Complexul Muzeal Județean Neamț. Muzeul de Istorie și Arheologie, Piatra Neamț | Cimec    |
|      | Felinar CFR                                                                       | Datare: sf. sec. XIX - înc. sec. XX Descoperit: jud. Neamț, ROMAN Dimensiuni: Î: 37,5 mm: D: 21 mm Material: metal; sticlă; turnare; batere | Felinar CFR folosit la macazuri. Este de formă circulară, pe un suport metalic cu coș găurit și sticlă în față. | Complexul Muzeal Județean Neamț. Muzeul de Istorie și Arheologie, Piatra Neamț | Cimec    |
|      | Tabacheră cu monograma CH - Calistrat Hogaș                                       | Datare: înc. sec. XX Descoperit: jud. Neamț, PIATRA NEAMȚ Dimensiuni: L: 88 mm; La: 62 mm: Î: 15 mm Material: metal; turnare | Tabacheră din metal alb, de formă dreptunghiulară, cu motive florale. La mijloc are gravate literele C.H., pe capac. A aparținut scriitorului Calistrat Hogaș. | Complexul Muzeal Județean Neamț. Muzeul de Istorie și Arheologie, Piatra Neamț | Cimec    |
|      | Parafă cu monograma lui Calistrat Hogaș                                           | Datare: înc. sec. XX Descoperit: jud. Neamț, PIATRA NEAMȚ Dimensiuni: D: 40 mm; Î: 70 mm Material: metal; lemn; turnare; strunjire | Parafă cu monogramă C.H. este din metal pe suport metalic și coadă din lemn negru lăcuit. A aparținut scriitorului Calistrat Hogaș. | Complexul Muzeal Județean Neamț. Muzeul de Istorie și Arheologie, Piatra Neamț | Cimec    |
|      | Brevet militar nr. 383/1878 Apărătorii Independenței                              | Datare: 1878 Descoperit: jud. Neamț Dimensiuni: L: 230 mm; La: 160 mm Material: hârtie; imprimare; manuscris | Brevet tipărit cu cerneală neagră pe suport de hârtie. Completat manuscris și semnat olograf de membrii consiliului. Conferit sodatului Stan Gheorghe din Regimentul 8 Călărași, care a făcut parte din armata română în Războiul de Independență. În partea de jos, la mijloc, are aplicată Ștampila Consiliului de Administrație, cu cerneală albastră. | Complexul Muzeal Județean Neamț. Muzeul de Istorie și Arheologie, Piatra Neamț | Cimec    |
|      | Brevet militar nr. 392/1878 Crucea Trecerii Dunării                               | Datare: 1878 Descoperit: jud. Neamț Dimensiuni: L: 24,5 mm; La: 19,5 mm Material: hârtie; imprimare; manuscris | Tipărit cu cerneală neagră pe suport de hârtie; completat manuscris și semnat olograf de membrii consiliului. Emis în timpul domniei lui Carol I, pentru soldat permanent Mihăiasa Vasile, de pe meleaguri nemțene. El a făcut parte din Batalionul III Vânători a armatei române de operațiuni peste Dunăre în anul 1877-1878. I s-a dat brevetul din ordinul comandantului suprem al armatei române Carol I. În partea de jos, la mijloc, are aplicată Ștampila Consiliului de Administrație. | Complexul Muzeal Județean Neamț. Muzeul de Istorie și Arheologie, Piatra Neamț | Cimec    |
|      | Brevet nr. 2535/19.10.1917, Ordinul Coroana României" cu spade                    | Descoperit: jud. Neamț Dimensiuni: L: 33,5 mm; La: 21 mm Material: hârtie; imprimare; manuscris | Brevet tipărit cu cerneală neagră pe suport de hârtie, completat manuscris și semnat olograf de ministrul de război. Conferit sublocotenentului Gomoescu Napoleon, din Regimentul 23 Artilerie pentru bravură și devotament în luptele de la Răzoare din 6 august 1917. El a primit ordinul Coroana României cu spade în grad de cavaler, prin înaltul Decret nr. 1205 din 19 octombrie 1917. În partea de jos are aplicată Ștampila Ministerului de Război. | Complexul Muzeal Județean Neamț. Muzeul de Istorie și Arheologie, Piatra Neamț | Cimec    |
|      | Măsuță din vremea Elenei Cuza                                                     | Datare: 1/2 sec. XIX Școală: Atelier oriental Descoperit: jud. Neamț, PIATRA NEAMȚ Dimensiuni: L: 45,5 cm; LA: 26 cm; Î: 26 cm Material: lemn de trandafir; sidef; tăiat; sculptat; incizat; vopsit                                                             | Măsuță din vremea doamnei Elenei Cuza, din lemn de trandafir, vopsită maro închis, cu marginile și picioarele înflorate. Deasupra are incizată o floare din sidef. Donatoarea susține că este de origine japoneză. | Complexul Muzeal Județean Neamț. Muzeul de Istorie și Arheologie, Piatra Neamț | Cimec    |
|      | Pahar-cupă                                                                        | Datare: sf. sec. XIX - înc. sec. XX Școală: Atelier occidental Descoperit: jud. Neamț, PIATRA NEAMȚ Dimensiuni: L: 13 cm; D: 9 cm Material: cristal | Pahar de cristal; cupă de șampanie de cristal Baccara, cu motive florale și geometrice pe cupă. | Complexul Muzeal Județean Neamț. Muzeul de Istorie și Arheologie, Piatra Neamț | Cimec    |
|      | Batista Elenei Cuza                                                               | Datare: sf. sec. XIX - înc. sec. XX Descoperit: jud. Neamț, PIATRA NEAMȚ Dimensiuni: L: 47 cm; LA: 47 cm Material: in; țesut; cusut; aplicare; brodat de mână                                                                                                   | Țesută din fir de in, este de culoare gălbuie, a apaținut doamnei Elena Cuza la Piatra Neamț. | Complexul Muzeal Județean Neamț. Muzeul de Istorie și Arheologie, Piatra Neamț | Cimec    |
|      | Felinar de război                                                                 | Datare: 2/2 sec. XIX Descoperit: jud. Neamț, com. ȚIBUCANI Dimensiuni: Î: 15 cm; D: 9,5 cm; Dlupă: 5,2 cm Material: tablă; sticlă; turnare; batere; vopsit | Un felinar folosit în timpul Războiului din 1877-1878, de dorobanțul Gheorghe V. Olaru din Țibucani, jud. Neamț. Este lucrat din tablă, având o formă cilindrică cu un mic acoperiș ondulat, iar sub acesta sunt două urechiușe pentru curea. În spate este un cârlig în forma literei L, întors, cu ajutorul căruia felinarul era prins la centură. În partea din față se află o portiță semicirculară, care are în mijloc o lupă de sticlă, iar în interior o placă metalică pentru reflectarea luminii. Profesorul pensionar Munteanu V. Florea are felinarul de la străbunicul său, participant la eveniment. | Complexul Muzeal Județean Neamț. Muzeul de Istorie și Arheologie, Piatra Neamț | Cimec    |